# Kultur i Södertälje
Kulturen i Södertälje utgörs av tätorten Södertäljes massmedier likväl som dess konstarter. I ortens kultur ingår även de sporter och idrottsevenemang och sportanläggningar som finns där.

## Kultur

### Massmedier

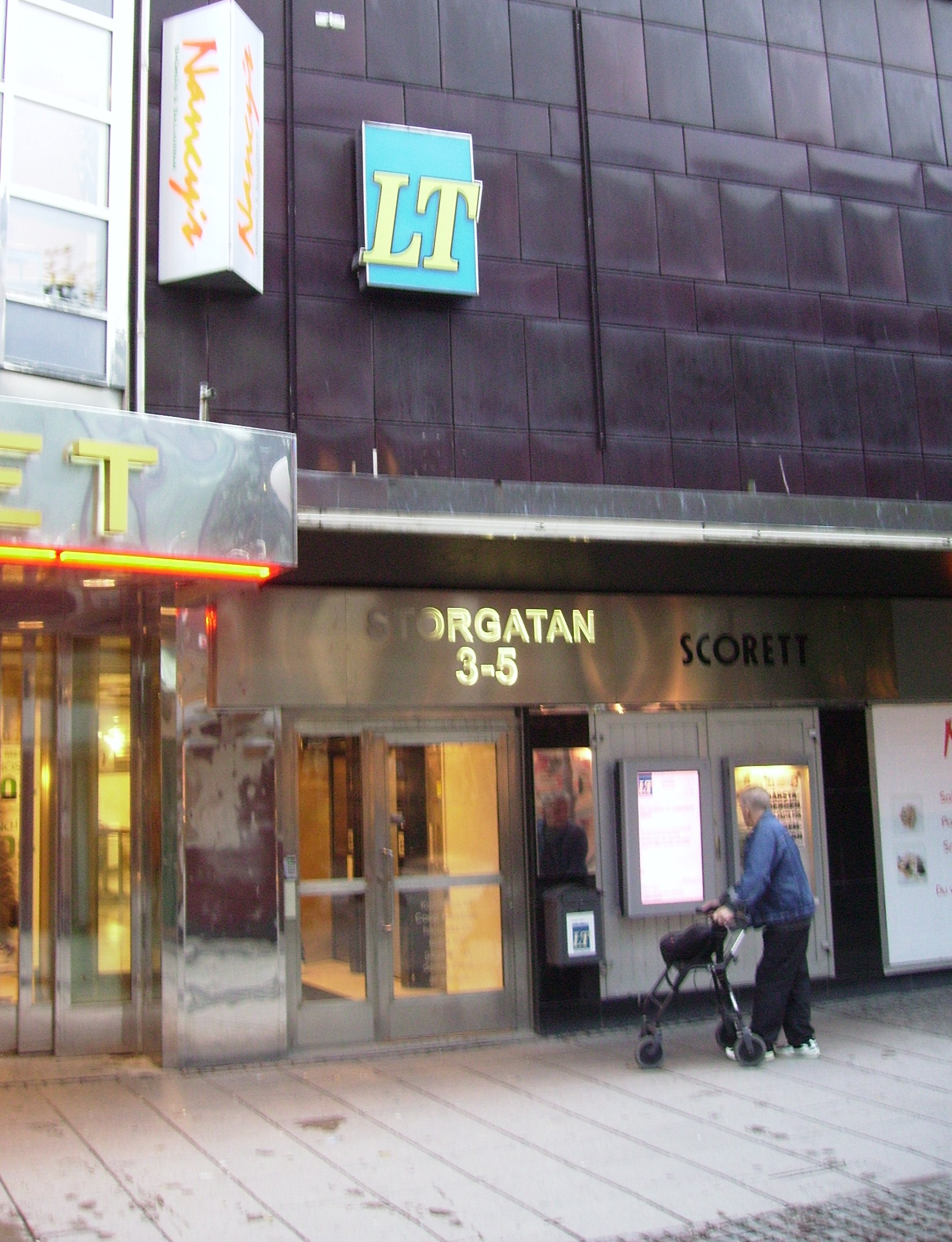
Länstidningen Södertäljes redaktion på Storgatan.

#### Press
Länstidningen Södertälje, populärt förkortat LT, grundades 1861 som Södertälje Tidning. Den ägdes länge av Centertidningar, men ingår nu i Mittmedia. Tidningen har sin redaktion ligger på Storgatan i stadskärnan och ges ut 6 dagar per vecka.
Södertäljeposten grundades 1993 och var en gratistidning som gavs ut i till hushåll i staden och dess omnejd. Den distribuerades varje vecka fram till 2016 och därefter månadsvis. Tidningen upphörde 2022.

#### Radio och Television

##### Radio
Sveriges Radio har en redaktion på Järnagatan med lokala reportrar. 2019-2024 fanns den lokala radiostationen P4 Södertälje med lokala nyheter och reportage, samt lokal morgonshow.
Södertälje har två koncessioner för privat lokalradio. Mellan 2007 och 2010 hade Södertälje lokalproducerad kommersiell radio i form av kanalen Favorit 103,9. Idag sänds Mix Megapol på frekvensen 100,8 och Rix FM på 103,9.
Radiosändare finns både i Ragnhildsborg (öster om Södertälje kanal) och i Blombacka (västra sidan av staden).

##### Television
Lokala tv-sändningar startade 2015 i samband med att Sveriges Television etablerade redaktionen Lokala Nyheter Södertälje. Tillsammans med Helsingborg är det den enda lokala nyhetssändningen hos SVT som är inriktad på att täcka en stad med omnejd och inte ett helt län (som SVT Uppsala för hela Uppsala län etc). Nyhetssändningar görs flera gånger morgon och kväll (med undantag för vissa helgdagar). SVT har sin redaktion på Storgatan med både lokala reportrar och redaktör.
Stadens TV-sändare finns i Ragnhildsborg.

### Konstarter

#### Scen och teater
Oktoberteatern öppnade 1929 under namnet Castor, och hade vid tiden stadens största salong med 612 platser. Efter att biografverksamheten lades ner 1984 konverterades lokalen till teater. Teatergruppen Oktober som idag ger namn åt lokalen flyttade till Södertälje 1978, efter att man tecknat avtal om att bli stadens teatergrupp. 2005 blev Oktoberteatern en institutionsteater, och 2013 en av Sveriges 21 länsteatrar. Repertoaren består av teater och musikal för såväl vuxna som barn.
Södertälje stadsscen visar framträdanden som teater, operor, musikaler, shower och biofilmer. Lokalerna projekterades från 1950-talet där kommunen och statens teater- och musikråd tillstötte medel för ett scenkomplex. Den stora scenen Estrad samt den något mindre lokalen Trombon öppnade 1970. I samband med uppförandet av det nya stadshuset gjordes en renovering av lokalerna 2008, och anläggningen blev Södertälje stadsscen.
Sagateatern invigdes 1916, och konverterades från biograf till teater 1983. Efter ombyggnaden blev den hemmascen för Södertälje teateramatörer (STA). På Sagateatern ges föreställningar av såväl teaterföreningen som deras samarbetspartners.
På Torekällberget anordnas utomhusteater, varietéer och konserter. Man har även en professionell teaterensemble, och anordnar framträdanden med 1800-talstema.
Sveriges enda professionella finskspråkiga teatergrupp Teatteri Kipinä har sin hemmascen i Södertälje. Årligen arrangeras Täljerevyn som kommenterar årets lokala händelser. Föreningen Molto arrangerar konserter och kreativ verksamhet för unga. Utomhusteater arrangeras sommartid i parken tillhörande Saltskog gård.

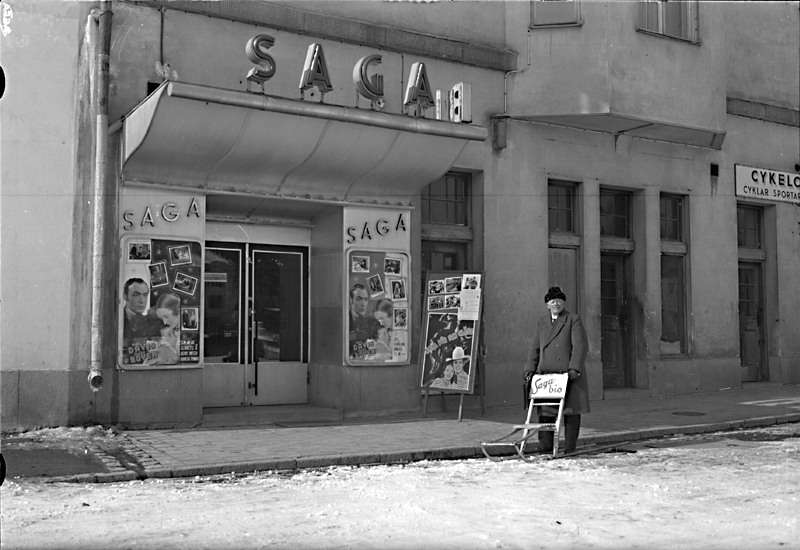
Sagateatern på Strandgatan 1941.
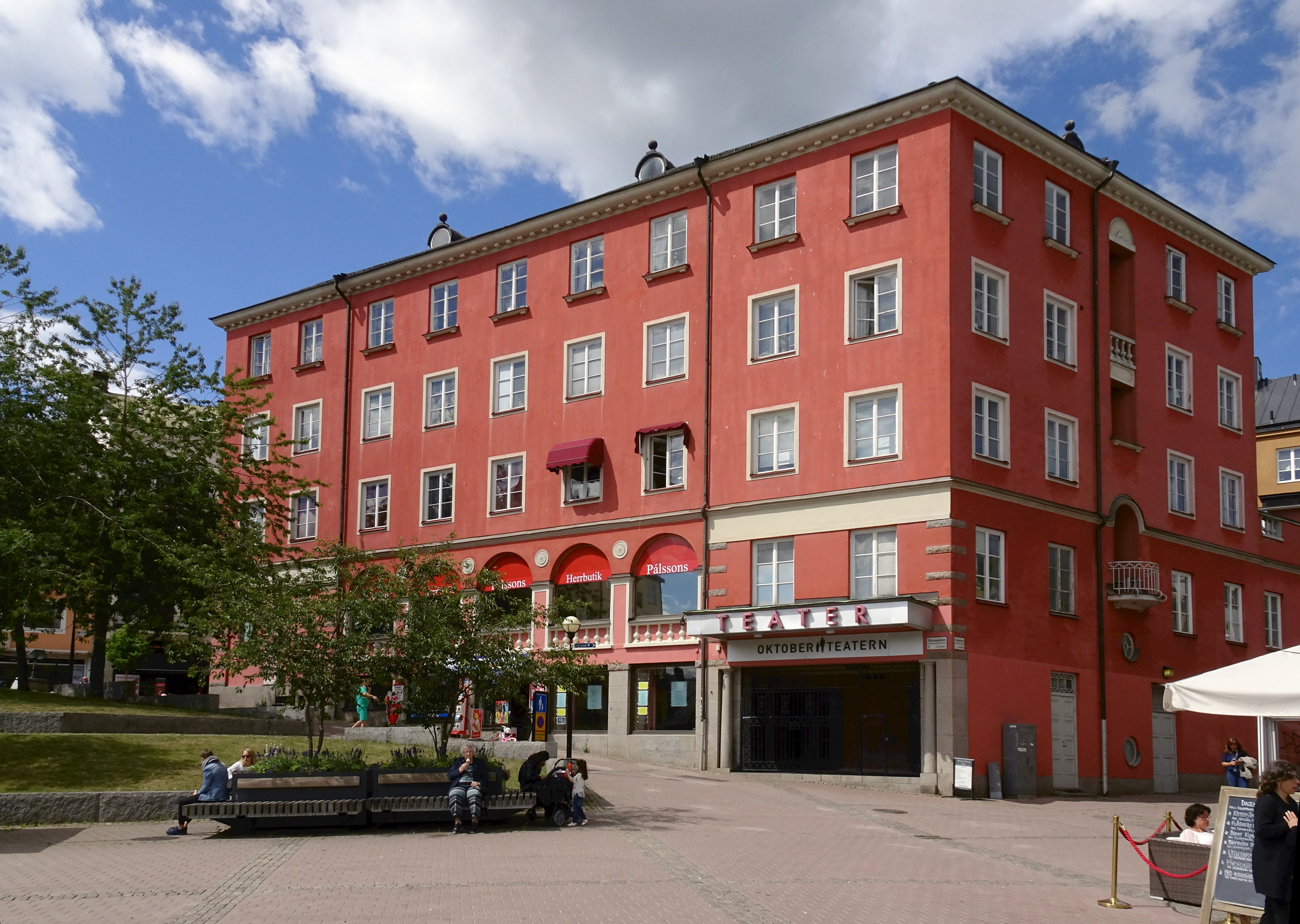
Oktoberteatern på Marenplan.

#### Konst och gallerier

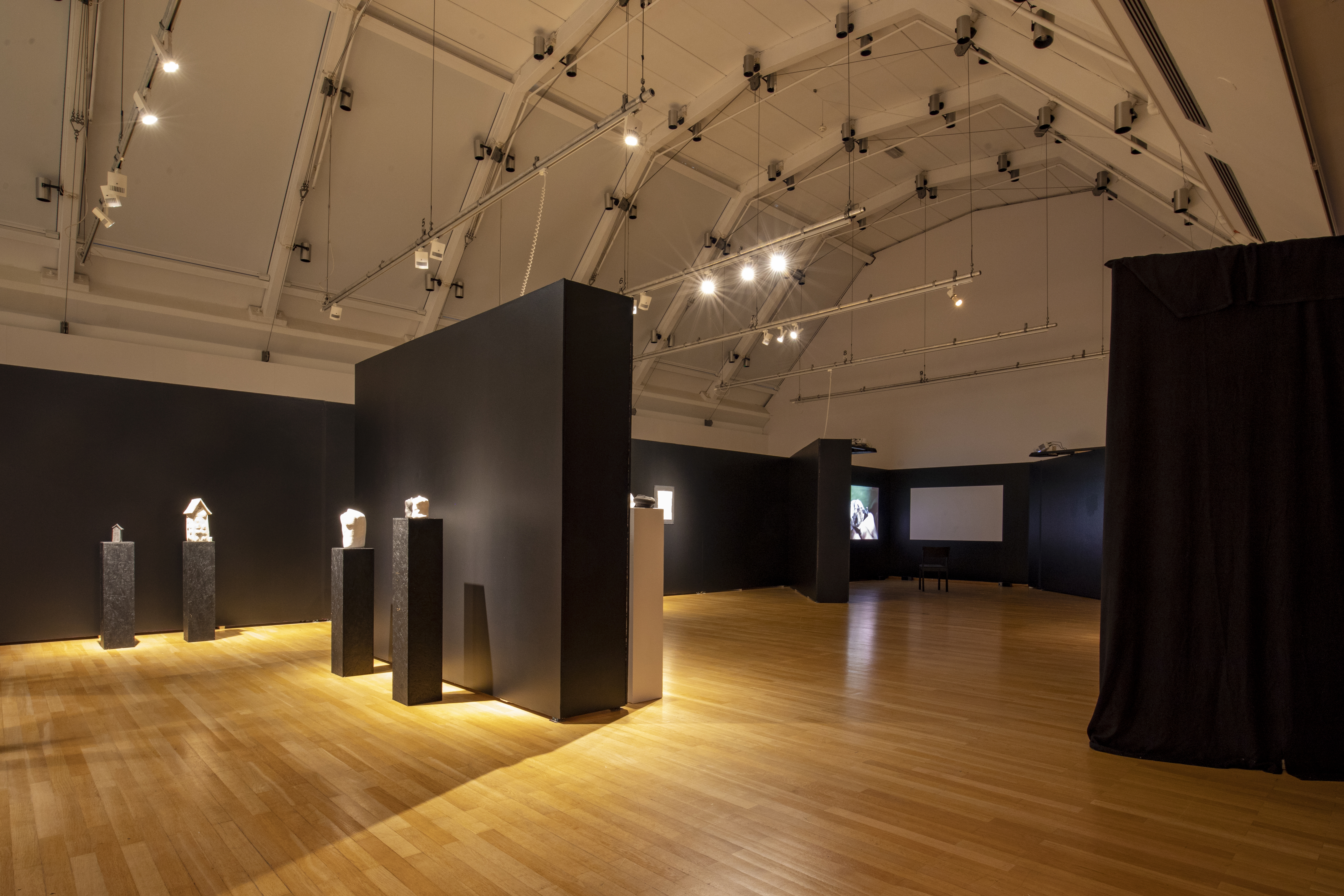
Huvudsalen på Södertälje konsthall.

Södertälje konsthall öppnade 1968. Tidigare hade konstutställningar bland annat hållits på stadens hotell och pensionat samt i Socitetshuset på Södertelge Badinrättning. 1978 flyttade konsthallen till lokaler i Luna kulturhus. Konsthallen har sin huvudinriktning på samtida konst, men visar även historiska verk.
Saltskog gårds herrgård uppfördes för industrimannen Carl Fredrik Liljevalch 1882-1883. Sedan 1985 fungerar den som konst- och kulturcentrum, där flera konstnärer även har arbetsrum i gårdens byggnader. Paradvåningen i herrgårdsbyggnaden används för konstutställningar och kulturevenemang.
Södertälje konstförening bildades 1945. Utställningar hålls i det gamla rådhuset på Stora Torget. I staden finns flera privata gallerier, av vilka ett av de större är Strandgalleriet.

#### Museer

##### Torekällbergets museum och stadsmuseet
Torekällberget är ett friluftsmuseum, öppnat 1929. Vid öppnandet fanns huvudsakligen allmogefastigheter från 1700- och 1800-talen som flyttats från landsbygdssocknar runt Södertälje. Från 1947 började även ett stadsområde byggas upp, vilket utökades då flera äldre byggnader flyttades till Torekällberget från stadskärnan under 1950- till 1970-talet. Från 1963 drivs museet i kommunal regi.
Området är idag uppdelat i områdena staden och landet. Landsbygdsområdet har djur som ofta var hemmahörande på bondgårdar under 1800-talet samt tillhörande hagar och strövområden. Stadsområdet är uppbyggt omkring ett torg med flera aktiva butiker, torghandel och caféverksamhet. På Torekällberget hålls återkommande evenemang, exempelvis sommar och jul med 1800-talstema.
Området är också hem för Södertälje stadsmuseum med utställningar om stadens historia. Stadsmuseet är inrymt i Patonska gården från 1790-talet.

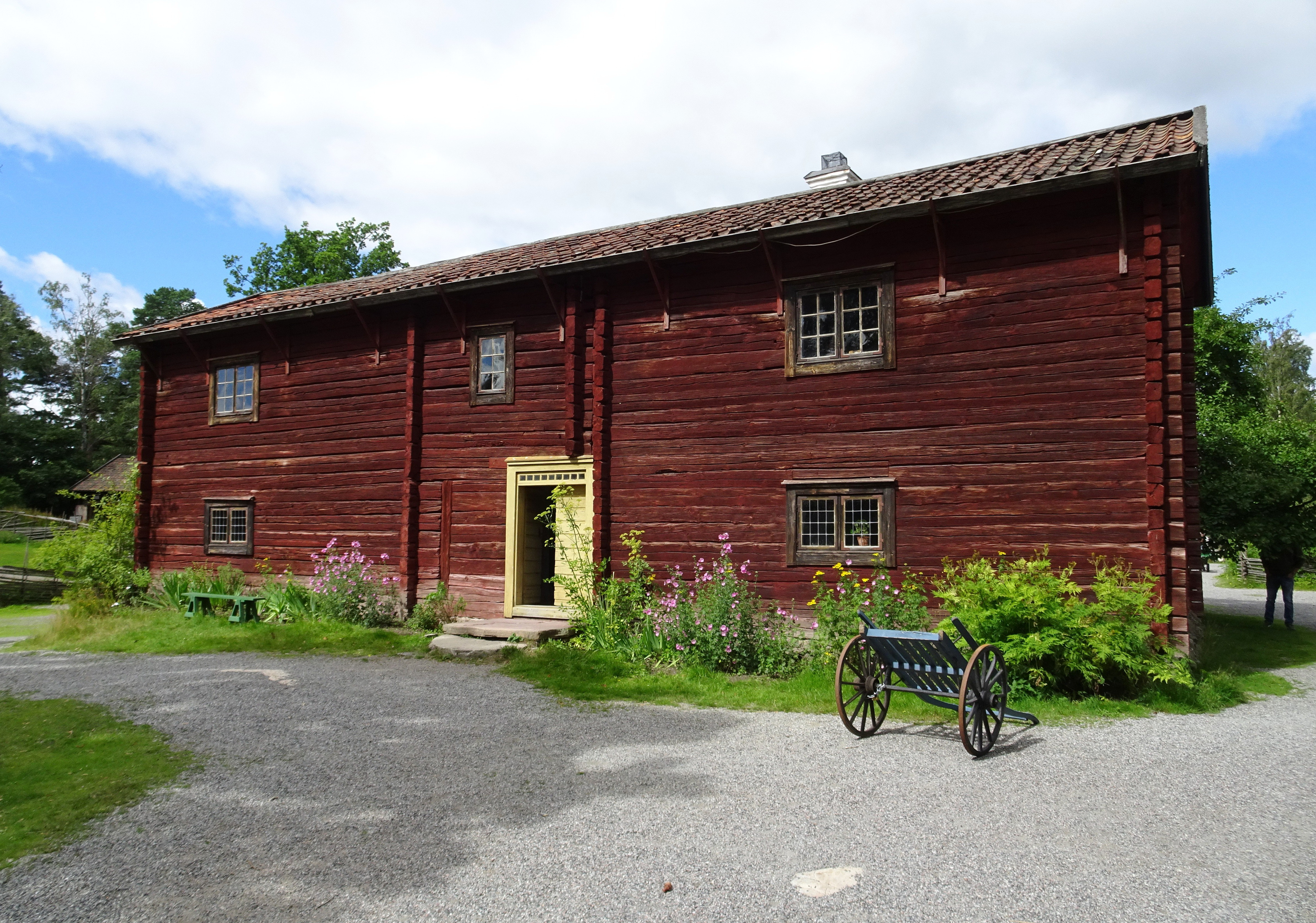
Råbygården i landsbygdsområdet.

##### Övriga museer
Vetenskapsmuseet Tom Tits Experiment hade sin början i en utställning på vetenskapstema i konsthallen 1985. Efter att utställningen flyttats till egna lokaler i tidigare industribyggnader på Storgatan blev den ett permanent eget museum och vetenskapscenter. Museet upptar flera våningar i huvudbyggnaden, samt har en utomhusdel på gården. Det finns utställningar och experiment inom teknik, fysik, matematik, naturgeografi, biologi, människan och illusioner. Totalt har anläggningen ca 500 experiment.
Marcus Wallenberg-hallen är ett fordonsmuseum med en samling historiska och samtida fordon, främst från Vagnfabriks-Aktiebolaget i Södertelge och Scania. Museet består av en del med utställning av nyare fordon i aktuell eller närtida tillverkning, samt historiska lastbilar, järnvägsvagnar, motorer och andra fordon. Bland de äldre föremålen finns bland annat den första serietillverkade svenska personbilen från 1903.
Det Biologiska museet skänktes till staden av mecenaten Carl Fredrik Liljevalch och öppnade 1913 som stadens första museum. I utställningen finns ett långt diorama med sörmländska djur av zoologen Gustaf Kolthoff och landskapsfondmålning av Kjell Kolthoff.
S/S Ejdern är ett k-märkt museifartyg med hemmahamn i Maren i stadens centrala delar. Fartyget byggdes av Göteborgs Mekaniska Werkstad 1880, och har sedan 1906 hemmahamn i Södertälje. Sedan 1976 går fartyget i museitrafik sommartid. Regelbundna turer görs bland annat till Birka.
Wendela Hebbes hus är ett museum över Sveriges första kvinnliga yrkesjournalist och hennes familj. Huset var ursprungligen Hebbes sommarstuga och placerat vid Snäckviken i centrala Södertälje, men flyttades och återinvigdes på ny plats vid Vänortsparken 1998. Det övre planet upptas av utställningslokaler, med entré, museibutik och restaurang i markplan. Museet har samlat utgåvor av Hebbes böcker, möblemang från hennes familj, samt objekt som beskriver deras liv.

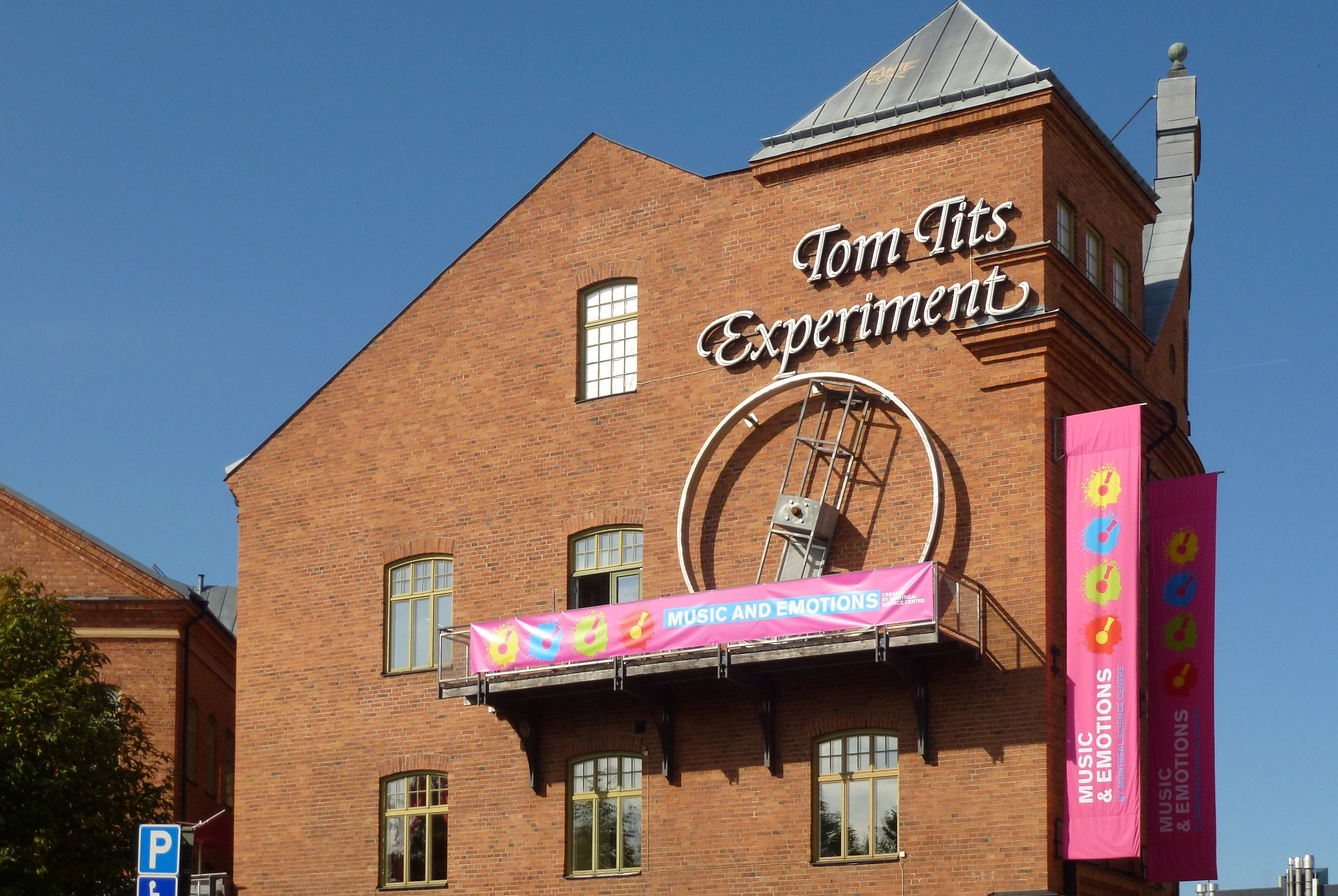
Huvudbyggnaden på Tom Tits Experiment.
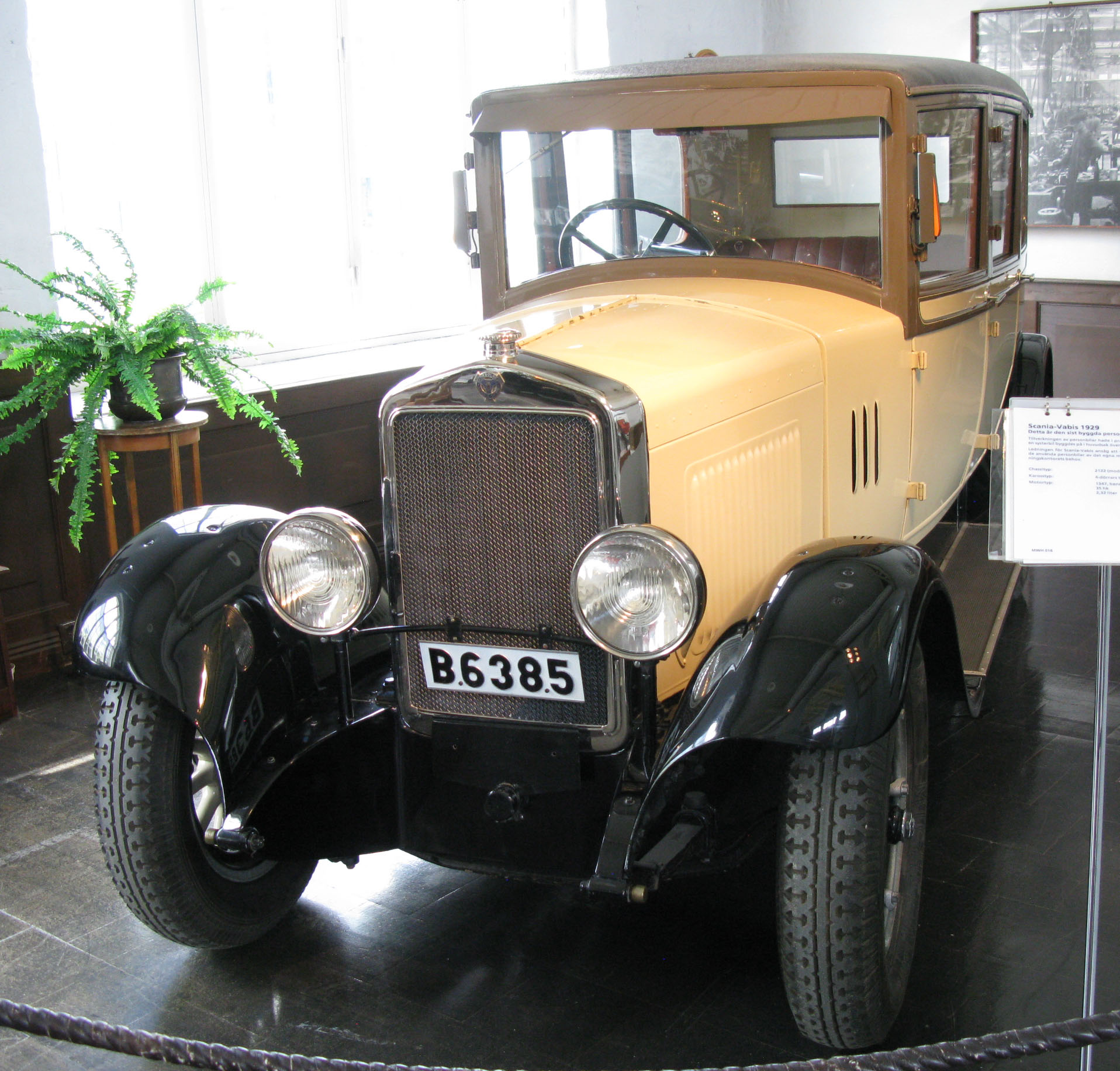
Scania-Vabis Modell 2122 från 1929 på Marcus Wallenberg-hallen.

#### Bibliotek
Södertälje stadsbibliotek öppnade 1934 och togs över i kommunal regi 1945. 1978 flyttade man till sina nuvarande lokaler i Luna kulturhus. Biblioteket erbjuder böcker, musik, filmer och evenemang kopplade till verksamheten, samt lokalsamling med publikationer från 1772 och framåt. Det finns mindre filialbibliotek i stadsdelar, samt bokbussverksamhet.

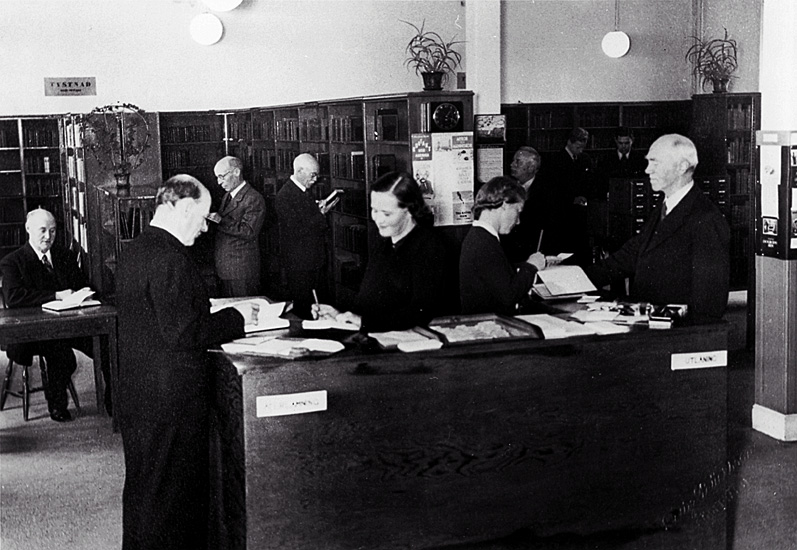
Disk och bokhyllor i Stadsbiblioteket 1941.
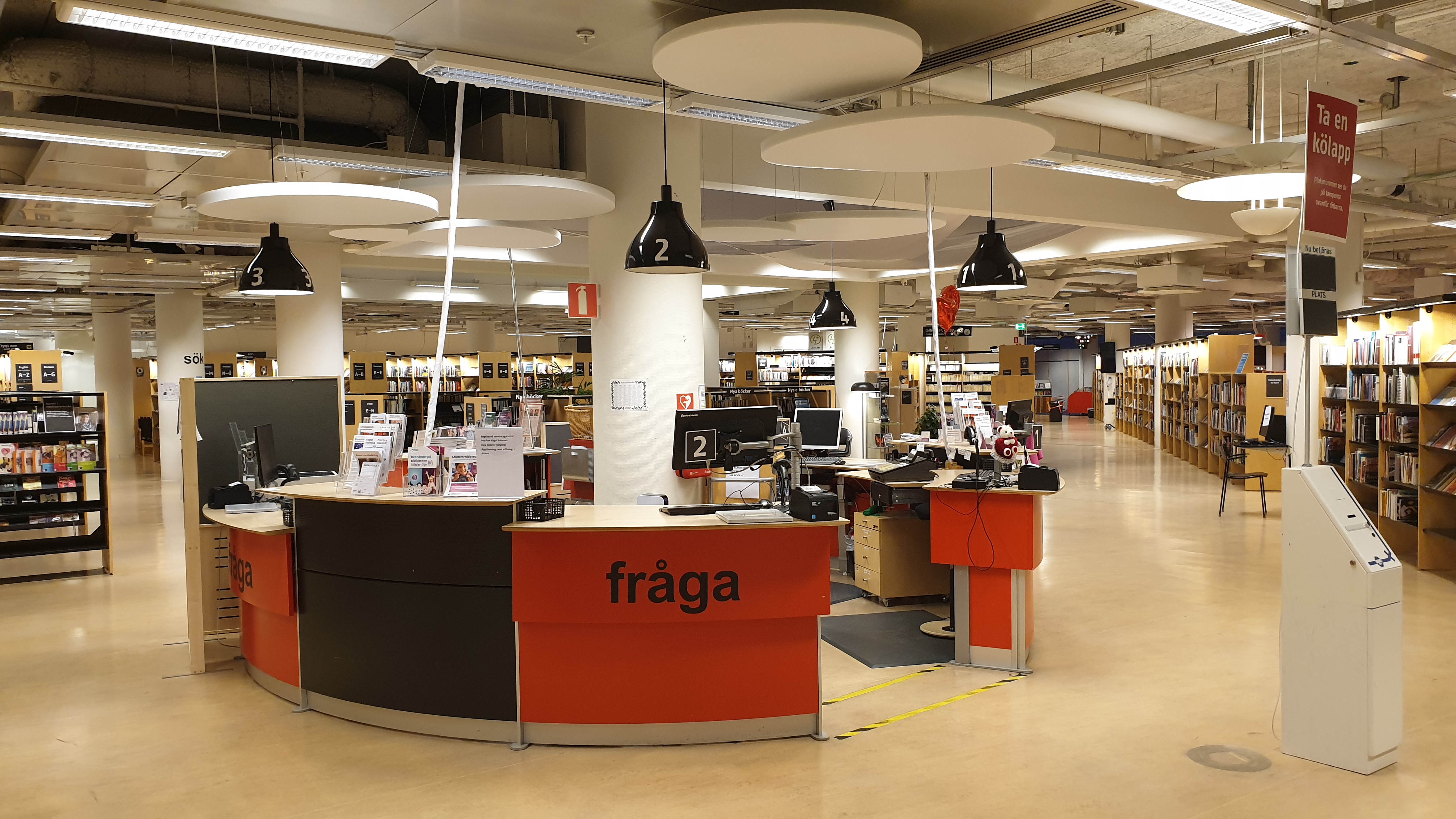
Informationsdisk på Stadsbiblioteket 2020.

#### Arkitektur
Efter att sundet mellan Mälaren och Östersjön började smalna av uppstod ett villasamhälle i närheten av det som idag är Stora Torget på 600-talet med permanent befolkning från 700-talet. Den sista farbara leden i sundet gick troligen längs dagens Storgatan. Handel och behovet av omlastning gav förutsättningar för en samhällsbildning vid sundet. Efter sekelskiftet 1900 påbörjades en utbyggnad av stadsområdet mot nord och sydväst.

#### Stadskärnan

##### Stadsplaner

Johan Hambraeos karta över Södertälje från 1700-1704 visar stadens rutnätsmönster efter stadsbranden 1650.

Det medeltida gatunätet var oreglerat, men en karta från 1648 visar att Storgatan har nästan samma dragning som idag och även flera andra nutida gator kan utläsas
Stadsbränder 1630 och 1650 förstörde stora delar av stadens bebyggelse. Efter branden 1650 var förödelsen stor, och återuppbyggnaden skedde enligt en reglerad stadsplan av Anders Torstensson, vars rutmönster till stor del fortfarande präglar stadskärnan. Såväl Rysshärjningarna 1719 som en stadsbrand 1881 har därefter förstört delar av den äldre bebyggelsen.

##### Citysaneringen
Nya befolkningsprognoser gjorde att den trähusbebyggelse dominerade stadskärnan bedömdes som otidsenliga, och den så kallade Citysaneringen genomfördes från 1950-talet. Från 1958–1959 gjordes grundarbete inför uppförandet av ett Domusvaruhus samt bredning av Torekällgatan för att slutligen invigas 1961. En ny plan för de mest centrala stadskvarteren beslutads i stadsfullmäktige i februari 1963, och 1963-1965 uppfördes Varuhuset Kringlan och Telluskvarteret med EPA/Åhléns. Under Citysaneringen breddades Storgatan och gjordes bilfri i ett avsnitt på sin södra del i samband med högertrafikomläggningen 1967.
Vid 1970-talets början projekterades rivning av vissa äldre byggnader i kvarteret Luna samt inbyggnad av S:t Ragnhildsgatan mellan Storgatan och Nygatan. Rivning inför uppförandet av Luna påbörjades hösten 1973, byggnationen inleddes 1976, och komplexet öppnade 1978. Luna är det sista bygget som kopplas till Citysaneringen av Södertäljes stadskärna.

##### Bostadskvarter i stadskärnan
Det äldsta bevarade bostadshuset är från 1700-talet och finns i kvarteret Silen på Mälargatan invid Sankta Ragnhilds kyrka. Den äldre bebyggelsen i stadskärnan präglas av tiden som badort och industrialiseringen. Det första flerfamiljshuset i sten uppfördes på Järnagatan 1864. I kvarteren Skytten och Vattumannen finns flera bevarade flerfamiljshus i trä från 1800-talet. Under 1920-talet uppfördes flera större byggnader och kvarter i klassicism, bland annat längs Järnagatan. Från slutet av 1930-talet byggdes flera fastigheter i funktionalistisk stil.

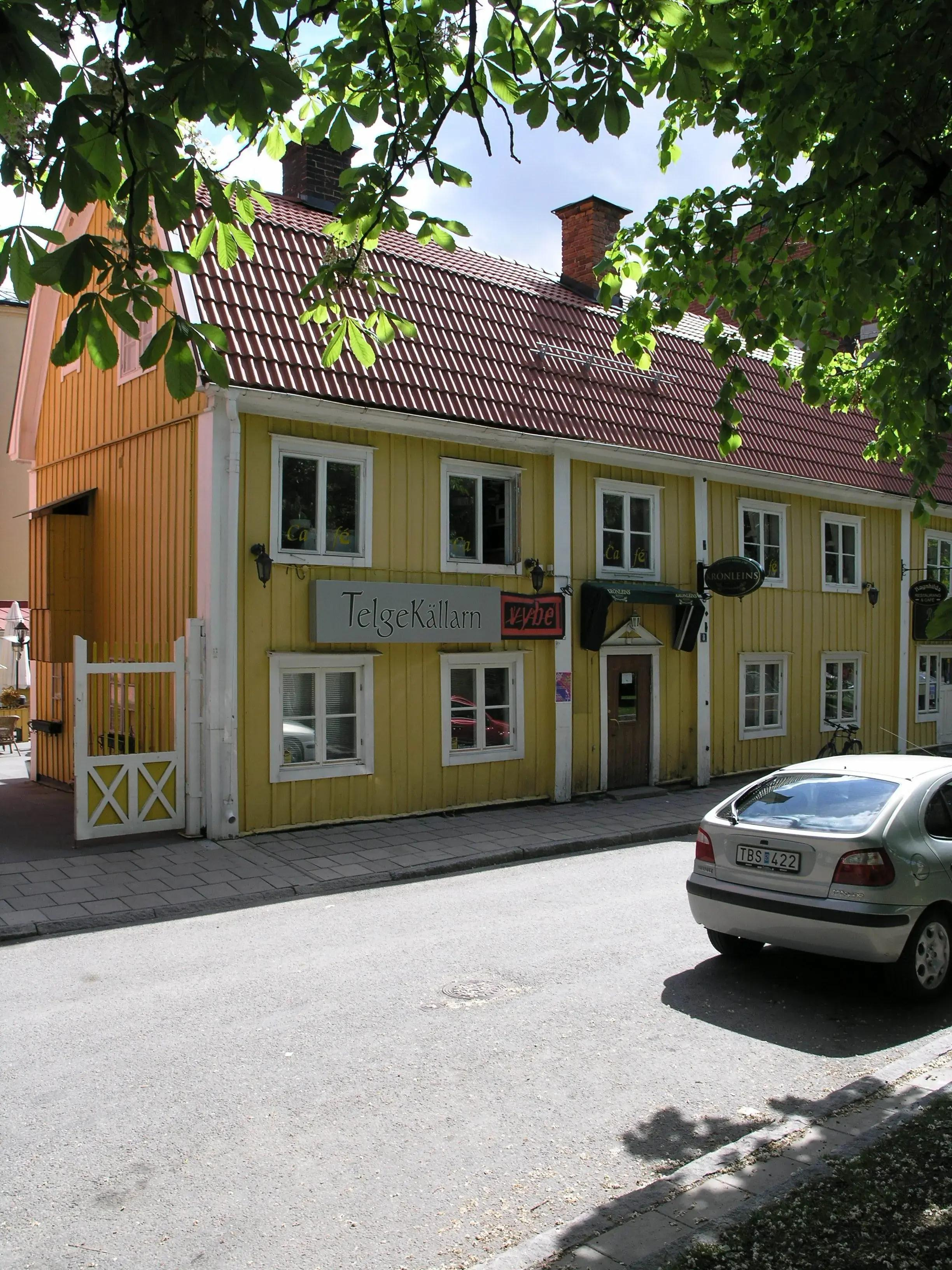
Silen 4 är det äldsta bevarade trähuset i stadskärnan.
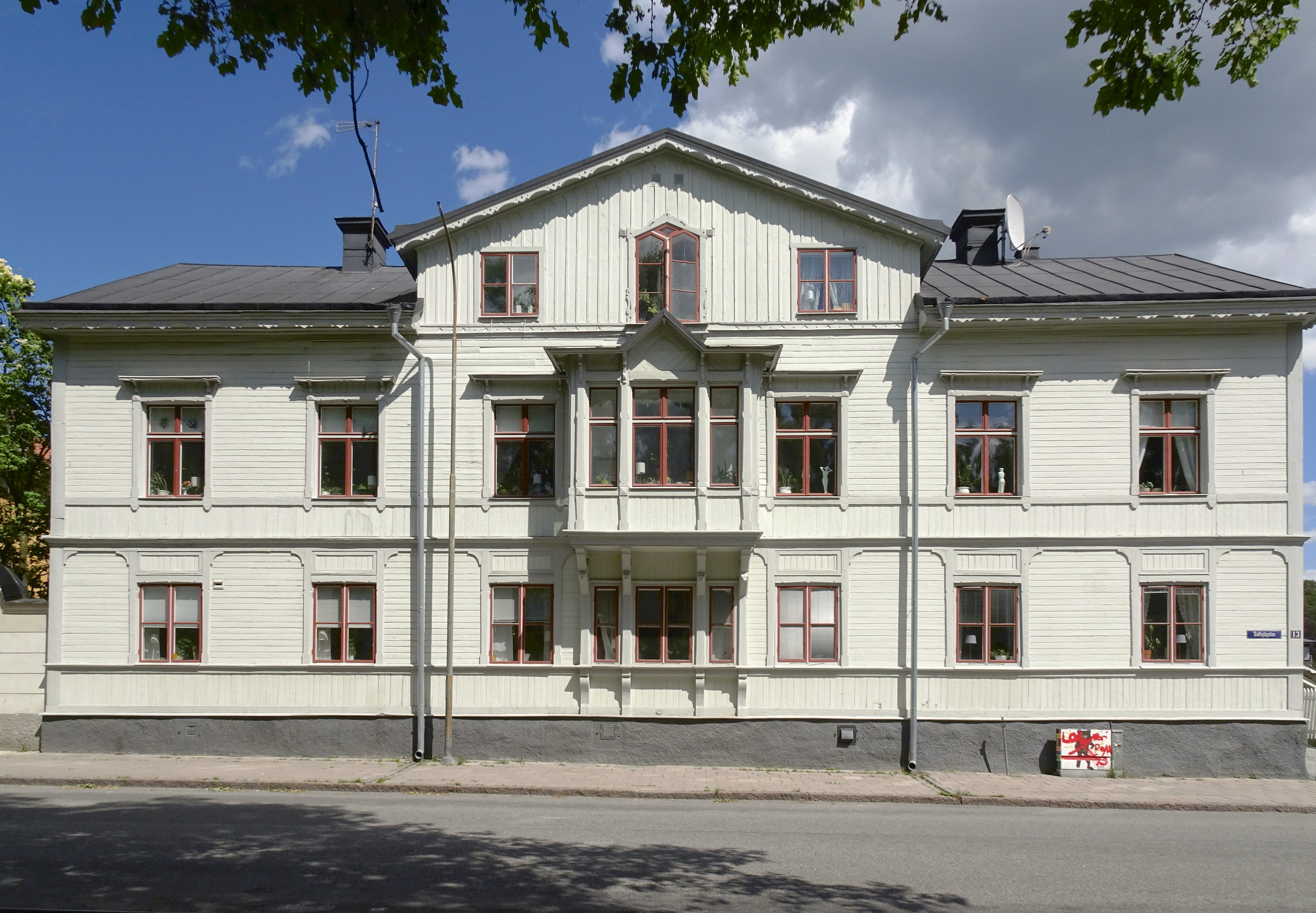
Skytten 2 på Strandgatan uppförd 1854 hör till stadens äldsta bevarade flerbostadshus i trä.

##### Stadsgator
Anläggandet av centralstationen gjorde att stadskärnan försköts vidare söderut från Stora Torget. I området finns bland annat Järnagatan och Storgatan.
Järnagatan kantas av byggnader i klassicistisk stil. Arkitekten Tore E:son Lindhberg ritade flera av husen i området under 1920-talet, och Järnagatan beskrivs av länsmuseet som stadens paradgata. Järnagatan har karaktär av nöjesgata, med flera restauranger och barer.
Storgatan, i synnerhet den bilfria del som är gågata, är stadens kommersiella kärna. Här finns flera varuhus/butiksgallerior uppförda i samband med Citysaneringen. Storgatans varuhus har en tidstypisk arkitektur för 1950-1970-talsbebyggelse. Undantag finns bland annat i form av SEB:s bankpalats från 1901. Från Stora Torget och norrut finns istället några av stadens äldsta byggnader som rådhuset och Sankta Ragnhilds kyrka, samt 1800-talsindustrier varav vissa gjorts om till hotell eller kulturell verksamhet. Bostadskvarter tillkom även på 2010-talet.
Köpmangatan har butiker och restauranger, ingång till varuhus, samt fungerar som en av kollektivtrafikknutpunkterna i stadskärnan. Gatan kantas huvudsakligen av bebyggelse i 1960-talsstil, men på gatans östra sida finns sekelskiftesbebyggelse i kvarteren Neptunus och Polstjärnan, samt serafimerlasarettet från 1700-talet alldeles intill gatan.
Västra Kanalgatan löper längs västra sidan av Södertälje kanal från Mälarehamnen till Orionkullen och Kanaltorget. Gatan är avläsbar på den äldsta kartan över Södertälje från 1648. Strandgatan och Saltsjögatan har flera fastigheter som rödklassats enligt byggnadsminnesförklaring av Tore E:son Lindhberg.

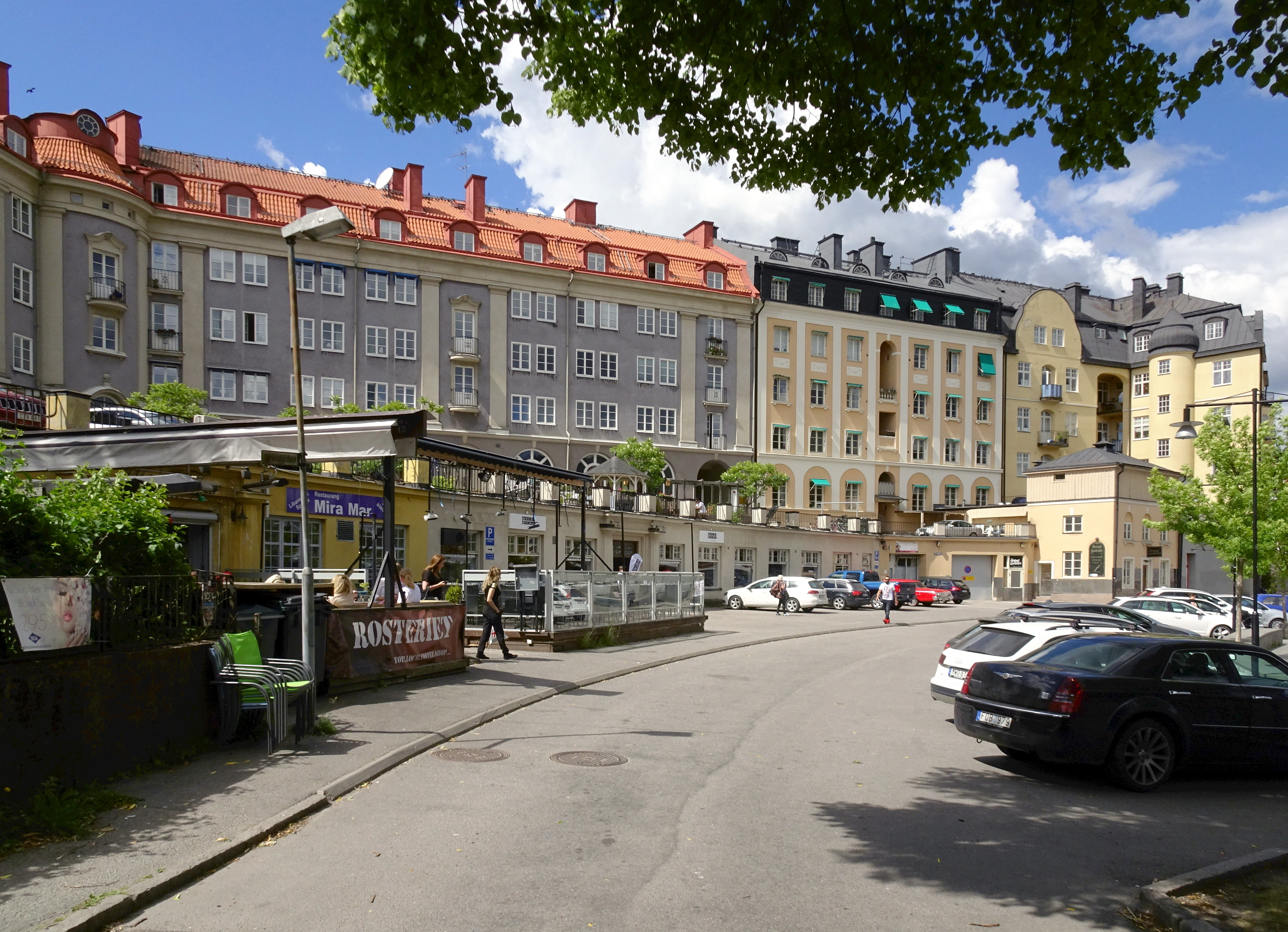
Strandgatan med flera stora bostadshus uppförda under 1920-talet.
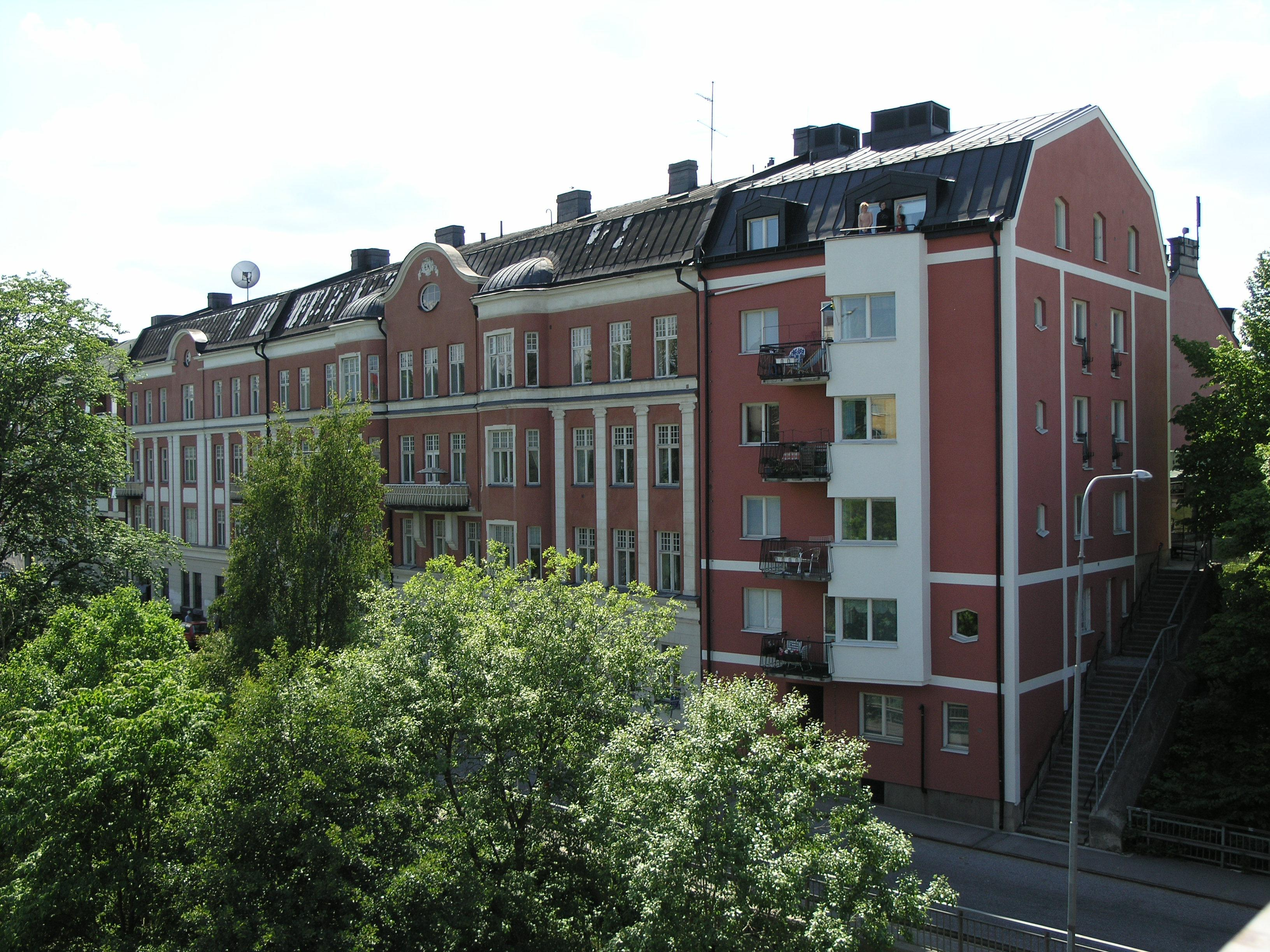
Västra Kanalgatan löper längs kanalen.

##### Torg
Stora Torget ett öppet stenlagt torg som tidigt samlade offentliga byggnader och handel. Kring torget finns idag byggnader som tingshuset och rådhuset. Sedan 1650-talet hålls regelbundna marknadsdagar på torget.
Saltsjötorget kantas av byggnader i klassicistisk stil uppförda under 1900-talets början. Torget kantas av butiker, restauranger och stadshotellet. Platsen har tidigare använts som knutpunkt för busstrafiken.
Olof Palmes plats är ett torg med byggnader från omkring sekelskiftet 1900. Det fick sitt nuvarande namn efter mordet på Olof Palme. På 1990-talet tillkom trappan till Marenplan. Marenplan har tidigare fungerat som hamn på Östersjösidan i anslutning till kanalen, och kantas av bebyggelse från flera tidsperioder. Området runt Marenplan, Olof Palmes plats, Strandgatan och Järnagatan har en koncentration av krogar och nöjesliv. På Marenplan finns två av stadens teatrar.

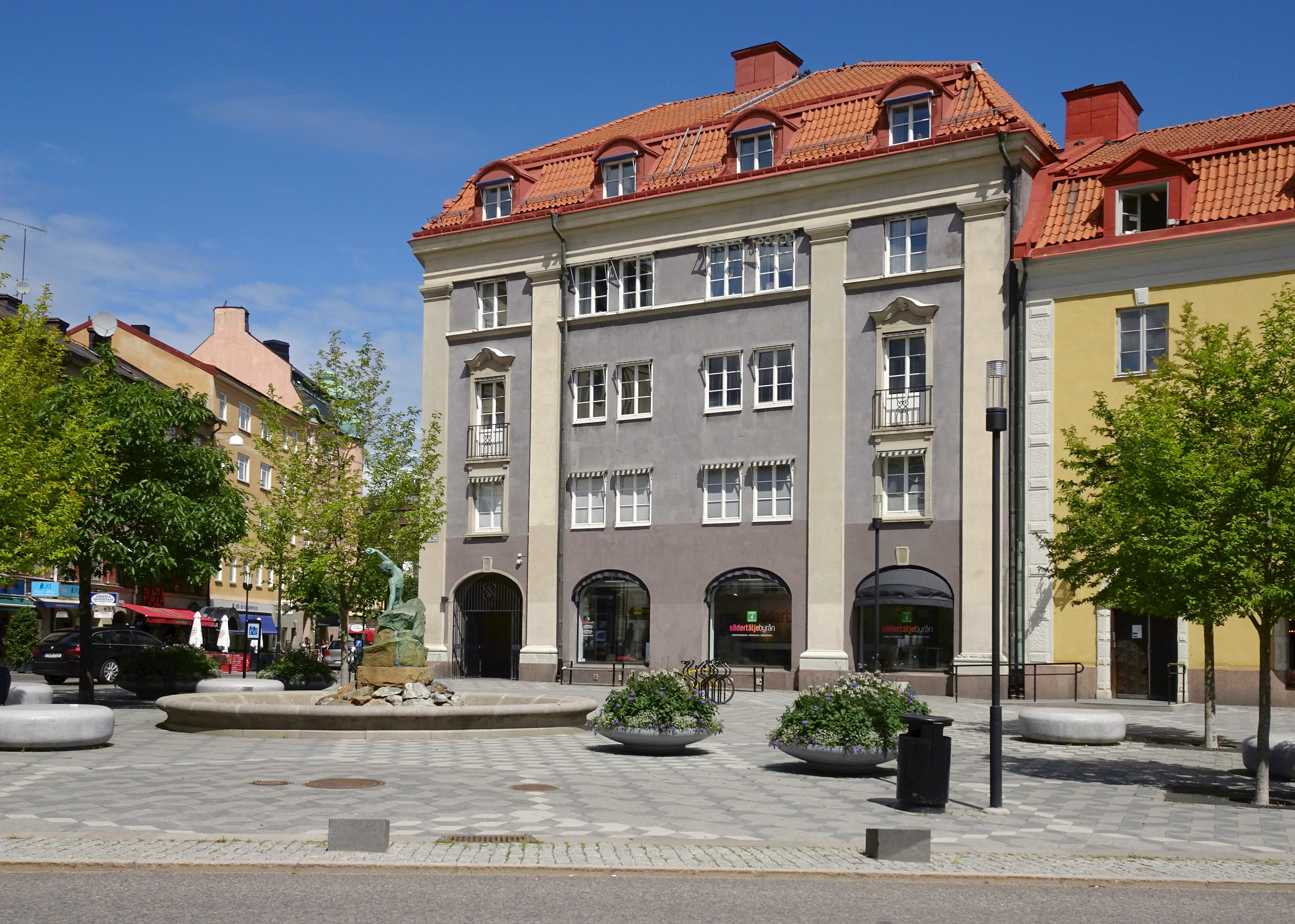
Saltsjötorget mot norr.
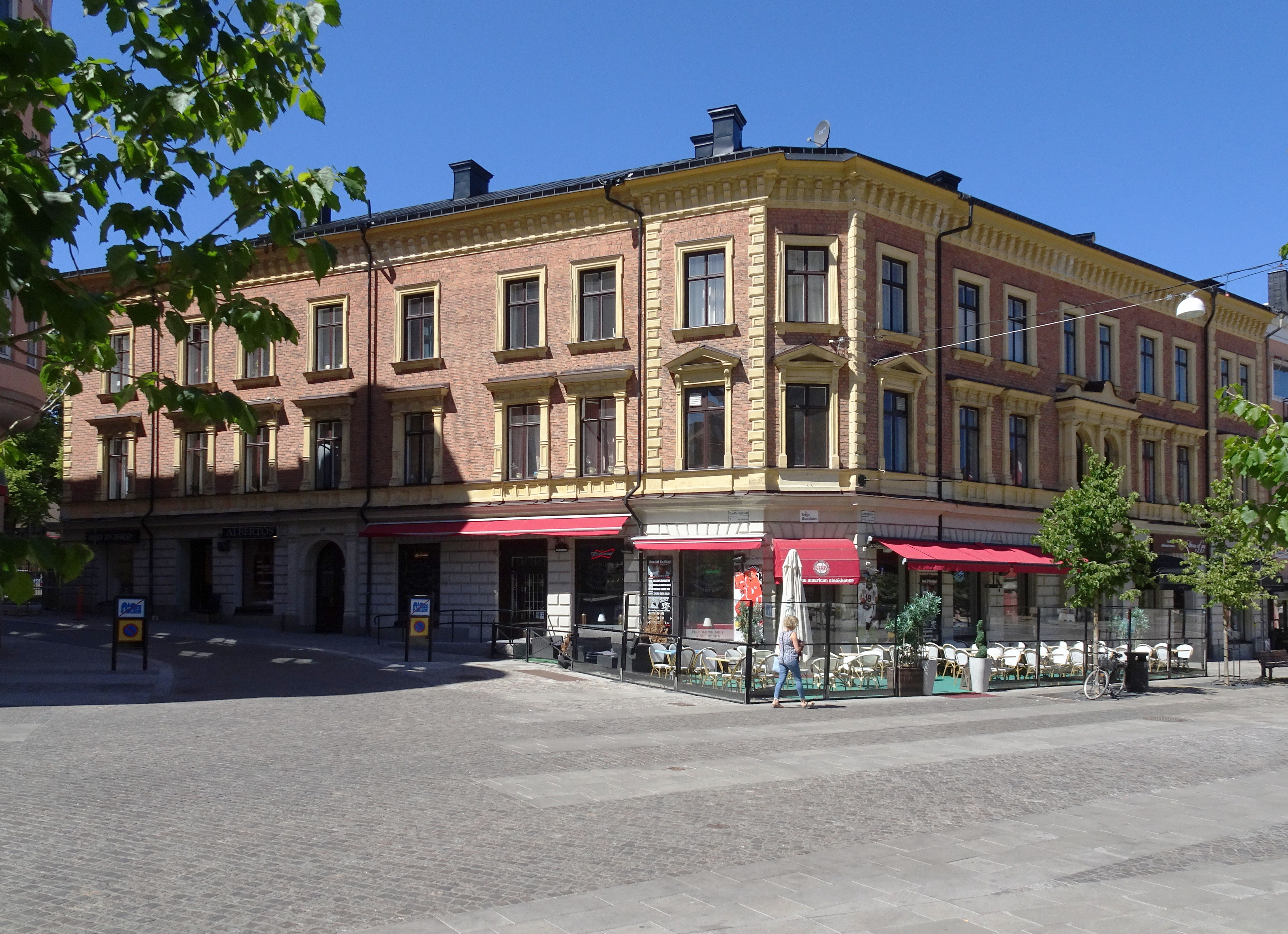
Olof Palmes plats med Saturnus 7 i nyrenässansstil från 1888.
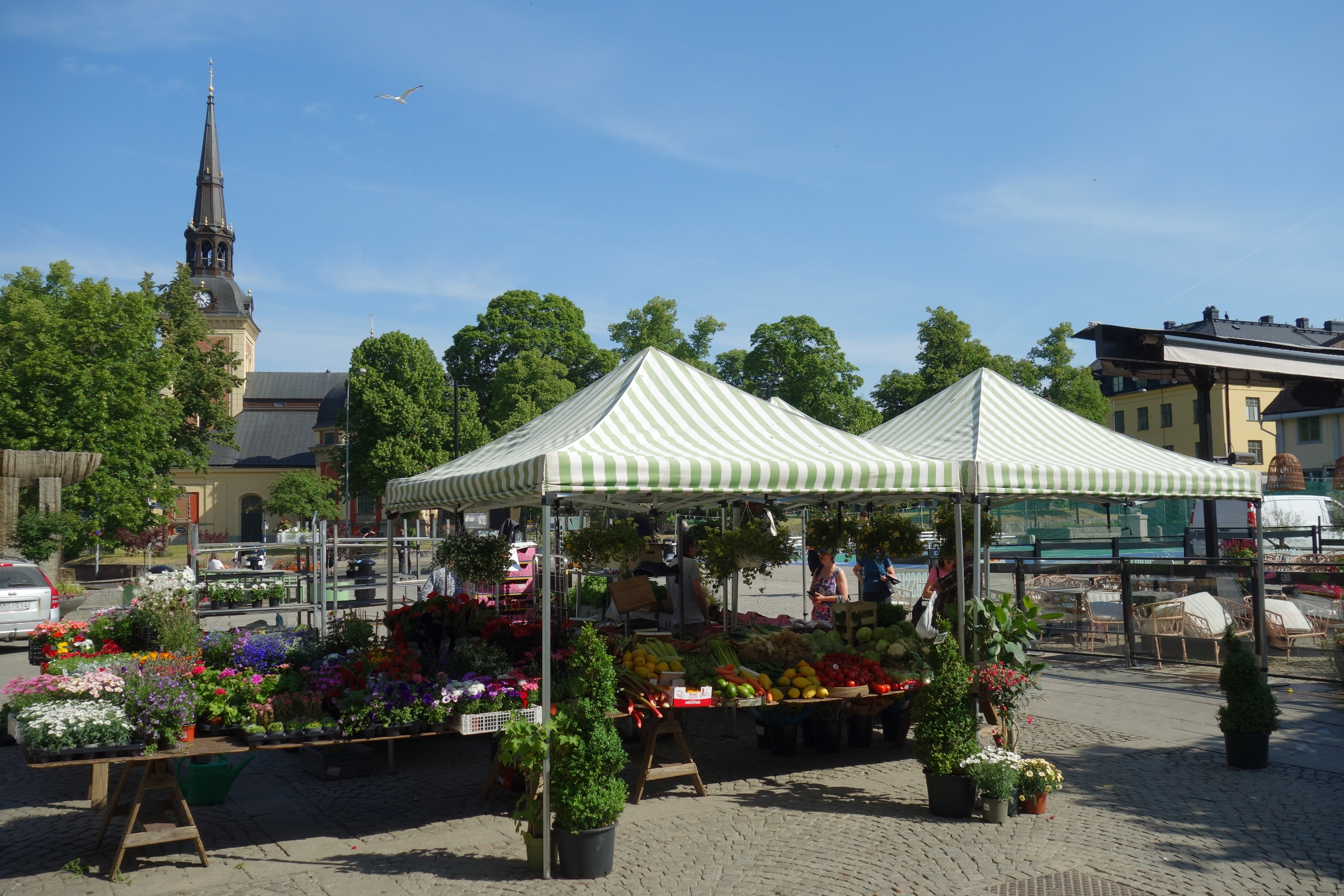
Torghandel på Stora Torget 2023.
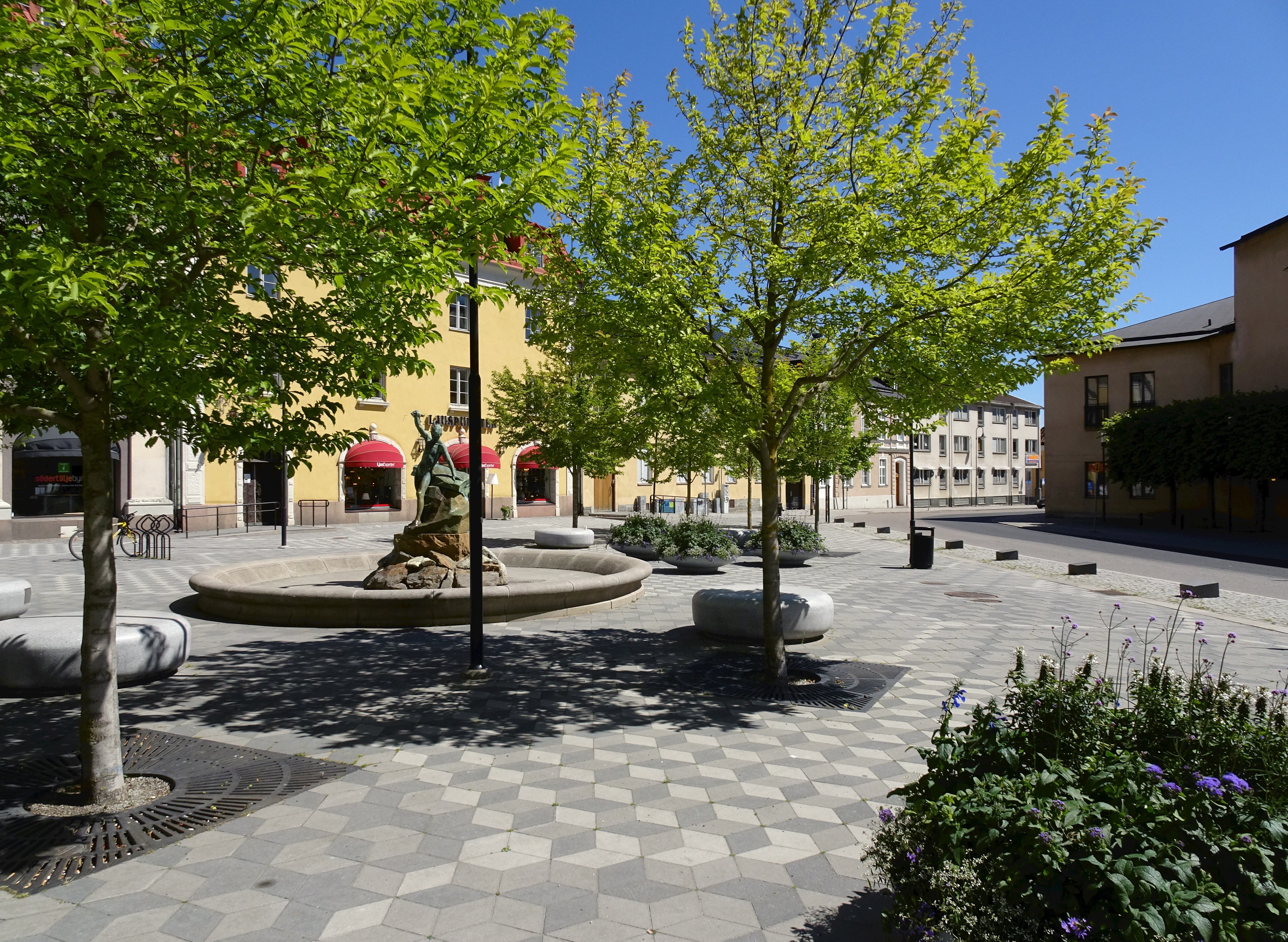
Saltsjötorget mot Saltsjögatan.

#### Parker
Badparken anlades som parkområde till Södertelge Badinrättning och är en rest från stadens badortstid. Parken har en övre och nedre del som genomkorsas av Oxbacksleden. Den var ursprungligen inhägnad och endast öppen för anläggningens gäster, men övertogs av staden 1919. I parken finns tennisbanor, utomhusgym, promenadvägar, lekplatser, lövträd och sittmiljöer.
Den nuvarande Stadsparken anlades 1910, men en parkmiljö kan utläsas på kartor redan från 1892. Parken har en scen, paviljongbyggnad, boulebanor och flera skulpturer. En större ombyggnad av parken gjordes 1960 då stadsträdgårdsmästaren ritade dagens slingrande gång med rhododendron och sommarblommor. Under 1970-talet tillkom planteringar av mer än 200 arter av klematis.
Vänortsparken på Lotsudden anlades på 1990-talet och har planteringar och sittmiljöer. I parken finns flera bevarade trädplanteringar från den gamla kanalmiljön.
Turingelundens parkmiljö anlades under 1950-talet. I parken finns en damm som ramas in av formklippta lindar, gräsmatta och blomsterplanteringar.

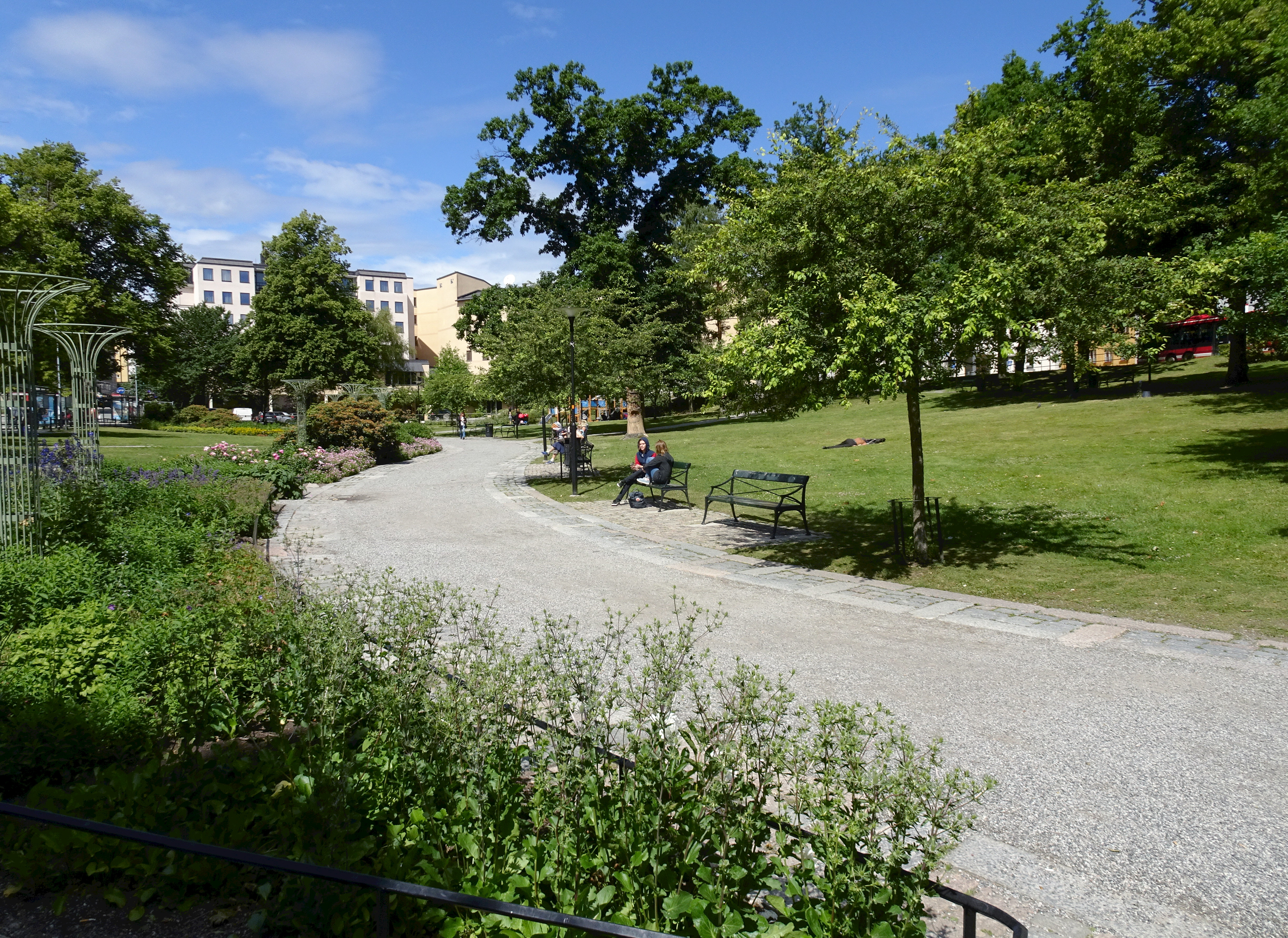
Den slingrande gången i Stadsparken.
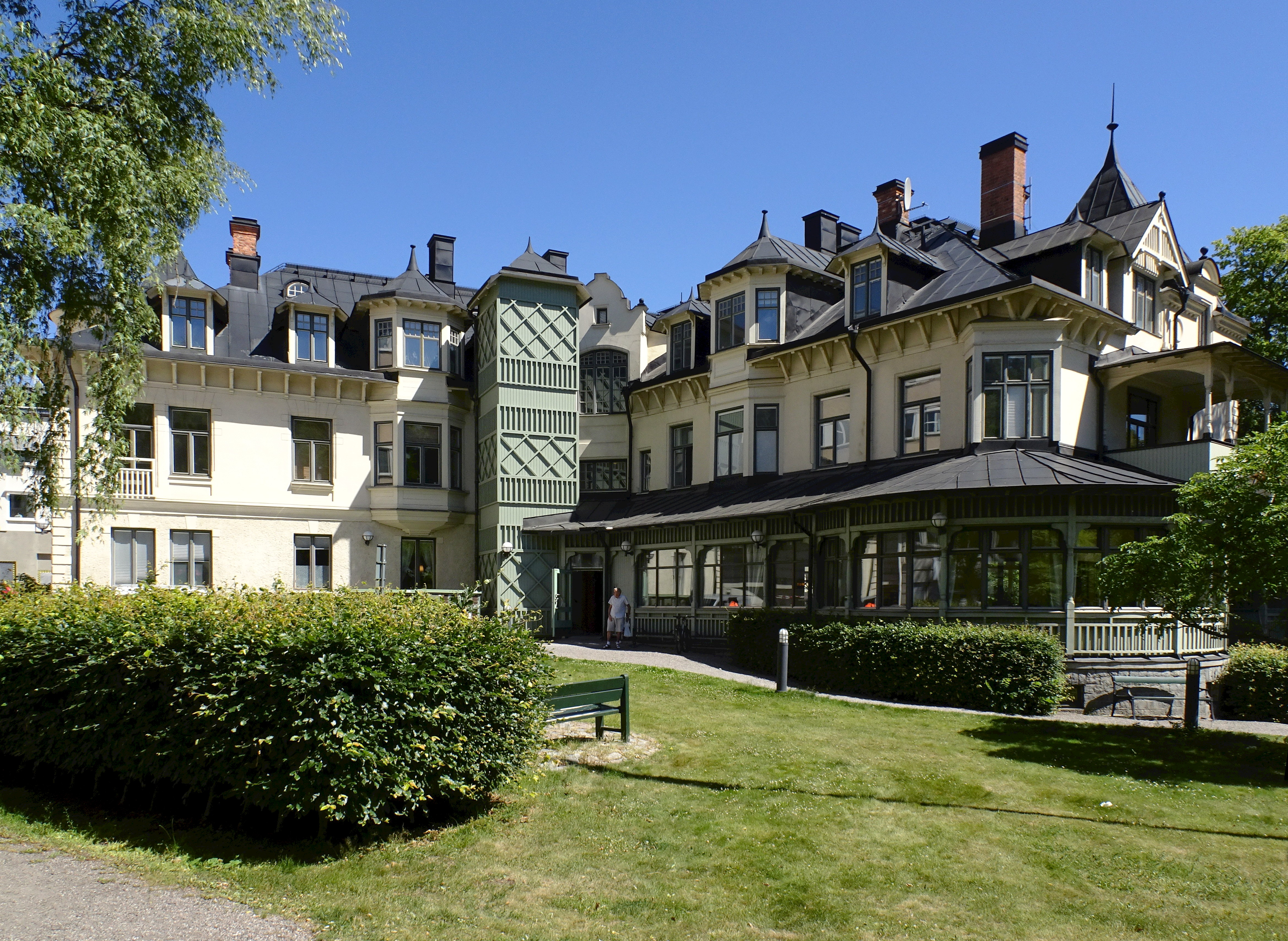
Nedre Badparken med Badhotellet.

#### Utanför stadskärnan

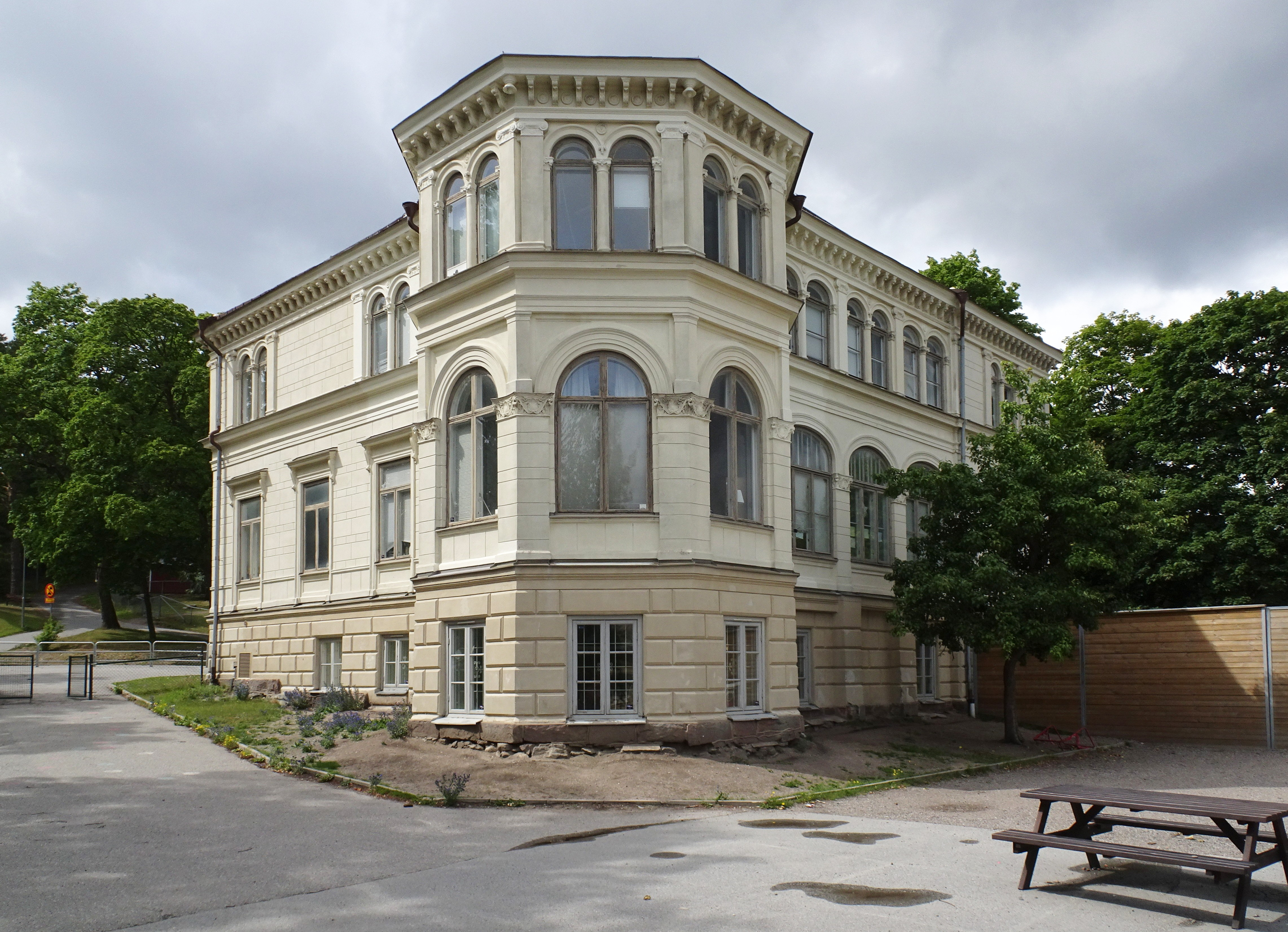
Villa Bellevue är en badvilla från 1871 i Mariekälla.

Från omkring sekelskiftet 1900 började staden expandera. Inledningsvis skedde nybyggnation i nord och sydväst samt på kanalens östra sida. Ett område flerfamiljshus byggdes vid Bergsgatan öster om kanalen i nära anslutning till dåtidens sluss strax efter sekelskiftet. Utanför området uppfördes villor omkring samma tid.
Under 1910 till 1920-talet uppfördes Blombacka egnahemsområde på avstyckade tomter väster om stadskärnan.
På 1930-talet projekterades stadsdelen Södra med flerfamiljshus närmast Hertig Carls väg, och egnahem mot kanalen. Under 1940-talet etablerades även ett egnahemsområde vid Rosenlund. Det första större området som projekterades var Östra Rosenlund med HSB-hus och hyresbostäder.
Mariekälla hade vid 1900-talets början främst en bebyggelse av badvillor, men från 1940-talet byggdes även flerfamiljshus och egnahemsområden. Tre punkthus på Åsvägen i Mariekälla blev stadens första höghus. Strax därefter byggdes även flerfamiljshus i Erikshäll med egnahemsområdet Evalund. Viksängen bebyggdes även på kanalens östra sida.

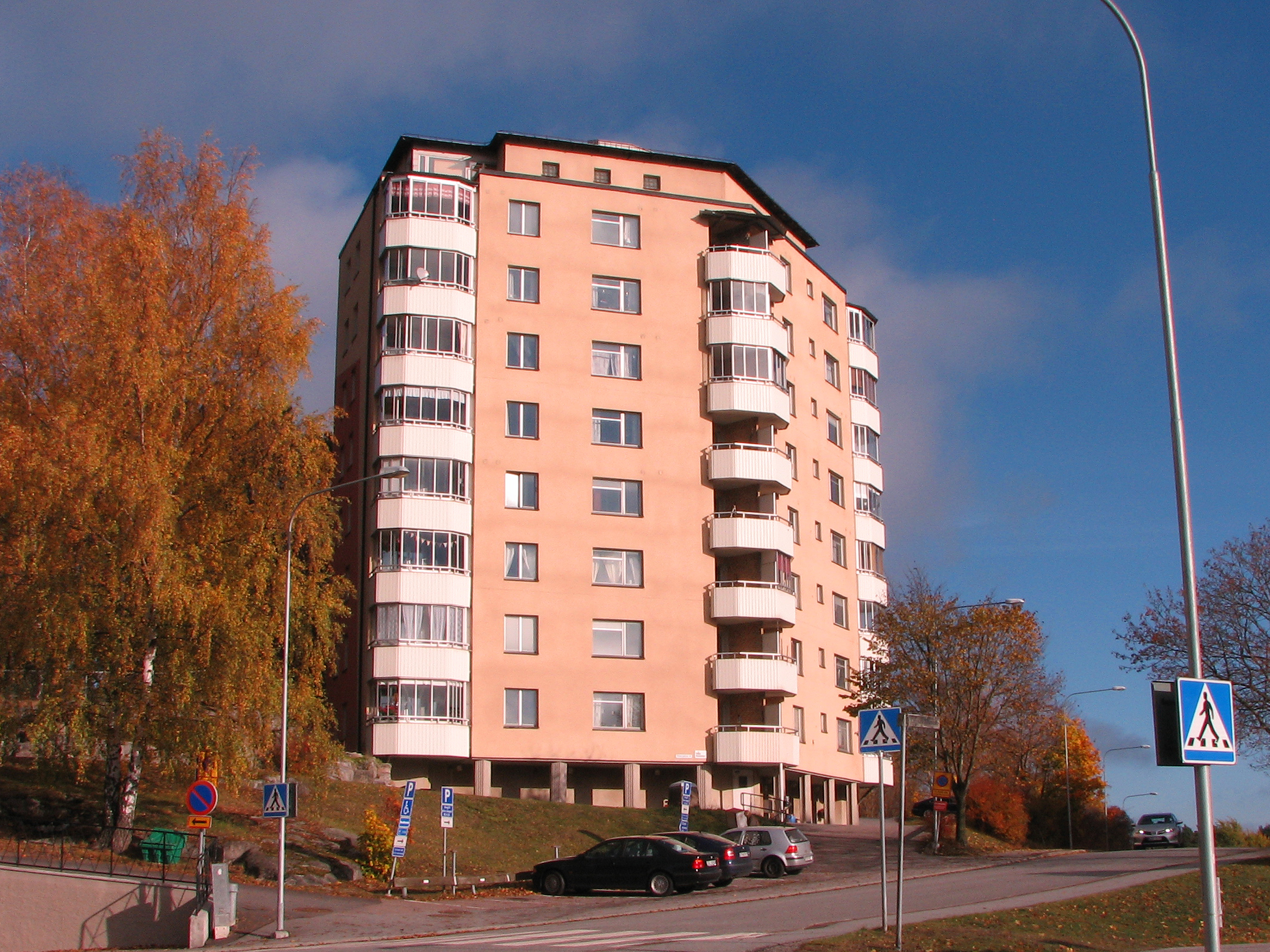
Höghus i Grusåsen.

Från slutet av 1940-talet fram till 1955 projekterades Grusåsen på kanalens östra sida med bland annat fem höghus som kan ses på långt håll i stadsbilden. På östra sidan uppfördes även Lindåstäppan på slutet av 1940-talet.
Vid mitten av 1950-talet stod Värdsholmen klart. Från senare delen av 1950-talet uppfördes Vibergen med egnahem och mindre flerfamiljshus, samt Karlhov nordväst om stadskärnan. Med inspiration av Friluftsstaden i Malmö uppfördes radhusområden i Rosenlund och Mariekälla.
Brunnsäng projekterades med 11 höghus och ett antal lägre flerfamiljshus. Dess stadsdelscentrum öppnade 1961. Området kompletterades sedan med enplansvillor i nordost.
1960-talet såg stark inflyttning och flera nya områden uppfördes. Väster om Mariekälla uppfördes Västergård under 1960-talets tidiga del. Därefter projekterades även Bårstabergen med höghus och radhus samt Bårstafältet med enplansvillor. Mellan Brunnsäng och kanalen tillkom Bergvik, med villor närmast vattnet och höghus på berget. Ronna uppfördes från början av 1960-talet med sju- och trevåningshus, och har senare kompletterats med ett radhusområde. Parallellt med anläggandet av Ronna uppfördes Geneta, med såväl flerfamiljshus som småhus. Saltskog exploaterades med såväl lägenheter, radhus och småhus. Västra Blombacka med trevåningshus tillkom intill Blombacka egnahemsområde.

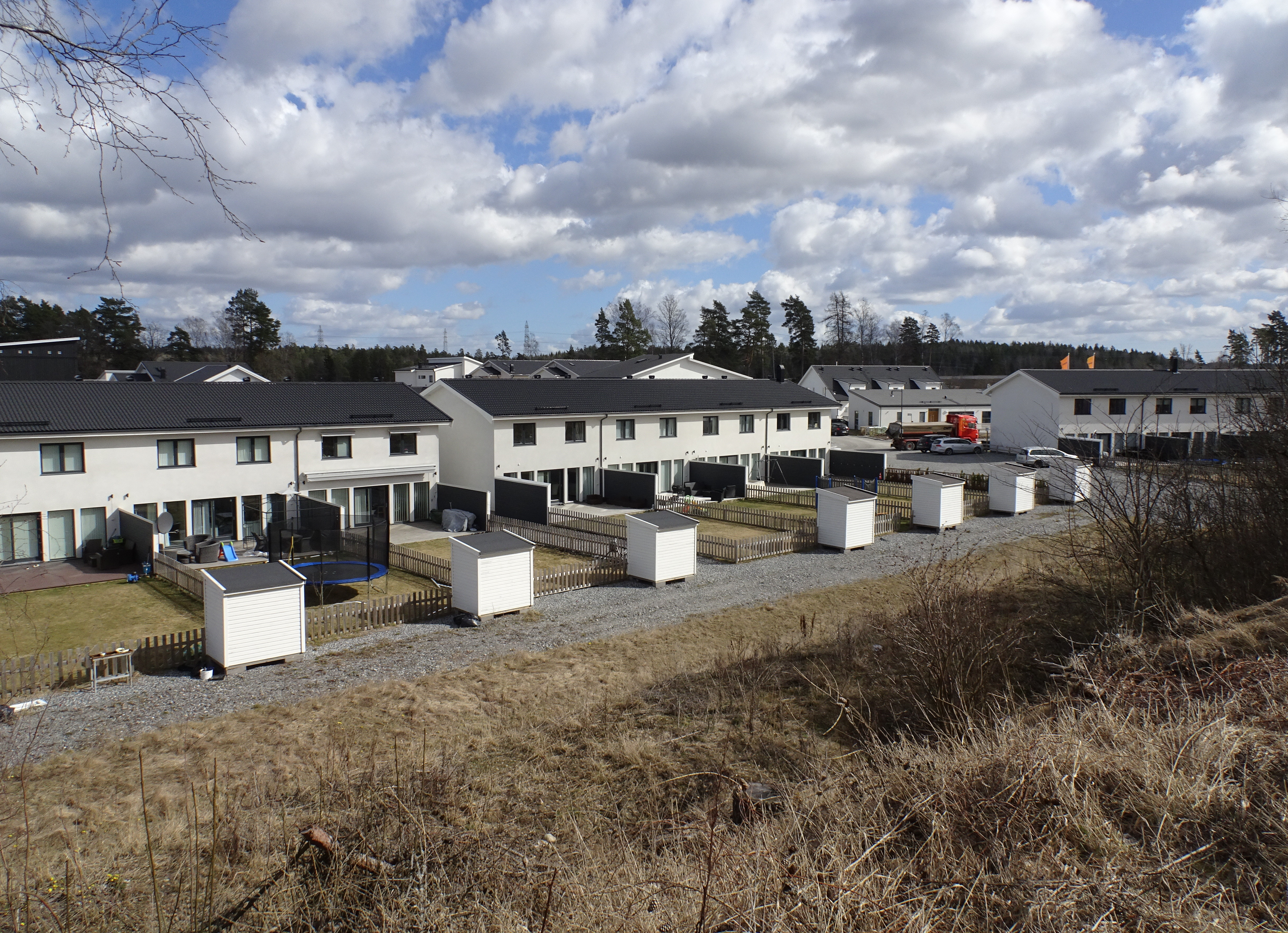
Radhus i Glasberga sjöstad.

Under 1970-talet rådde lågkonjunktur och stadens expansion kom att förändras. Under tidiga 1970-talet färdigställdes Fornhöjden och småhus i Hästhagen. Det sista stora området att projekteras var Hovsjö med flerfamiljshus och radhusområden i Kvarstasluttningen mot sjön Måsnaren och mot Tveta.
Lina gårds marker exploaterades under 1980-talet, och fick terrasshus, villor och radhus.
Från senare delen av 1980-talet var expansionstakten lägre, och främst mindre områden med högre kostnad per byggnad har uppförts. Agnet tillkom under senare delen av 1980-talet med strandnära lägenheter. Under början av 2000-talet exploaterades Tältet invid kanalen med radhus och lägre flerfamiljshus.
Från slutet av 2000-talet har Glasberga sjöstad omkring Glasbergasjön med villor och radhus uppförts på stadens östra sida. Etapper har tillkommit under 2010- och 2020-talen.

### Kyrkobyggnader
På 1100-talet byggdes de äldsta delarna av Sankta Ragnhilds kyrka på Stora Torget. Under 1300-talet förlängdes den i östlig riktning och välvdes på 1400-talet. Kyrkan breddades och förlängdes 1590–1615 samt gjordes treskeppig och fick ett absidformat kor. Altaruppsatsen och predikstolen tillkom 1657 och 1657. På södra sidan byggdes ett gravkor 1676. Kyrkan var en av få byggnader som skonades under Rysshärjningarna 1719-1721, men stadsbranden 1881 förstörde en del av dess yttre. Vid den efterföljande restaureringen fick kyrkan sin huvudsakliga nuvarande exteriör. Kyrkan är döpt efter stadens skyddshelgon Sankta Ragnhild som efter vallfärder till Jerusalem och Rom skall ha begravts i Södertälje. Den är huvudkyrka i Södertälje församling.
I Södertälje finns sammanlagt 5 kyrkobyggnader och 4 kapell tillhörande Svenska kyrkan. Församlingskyrkan i Östertälje församling är Alla Helgons kyrka i Östertälje. I närheten ligger även Hagabergs kapell på Hagabergs folkhögskolas område. I stadsdelen Brunnsängs centrum ligger Brunnsängs kyrka. Det finns även verksamhet på sjukhuset i form av Sjukhuskyrkan. I stadens västra delar finns bland annat Lina kyrka i stadsdelen Lina Hage, som är Svenska kyrkans yngsta kyrkobyggnad i Södertälje.
Utanför Svenska kyrkan finns bland annat Sankt Ansgars katolska församling med Sankt Ansgars kyrka som församlingskyrka. Södertälje finns även många kristet ortodoxa och den Syrisk-ortodoxa kyrkan har två biskopar i staden, samt driver Sankt Efraims domkyrka och Sankt Jacob av Nsibins katedral. Den sverigefinska gruppen har bland annat verksamhet på finska inom Svenska kyrkan, men också egna finskspråkiga trossamfund med tillhörnade kyrkobyggnader. Flera frireligiösa kristna samfund har församlingar och kyrkobyggnader i Södertälje.

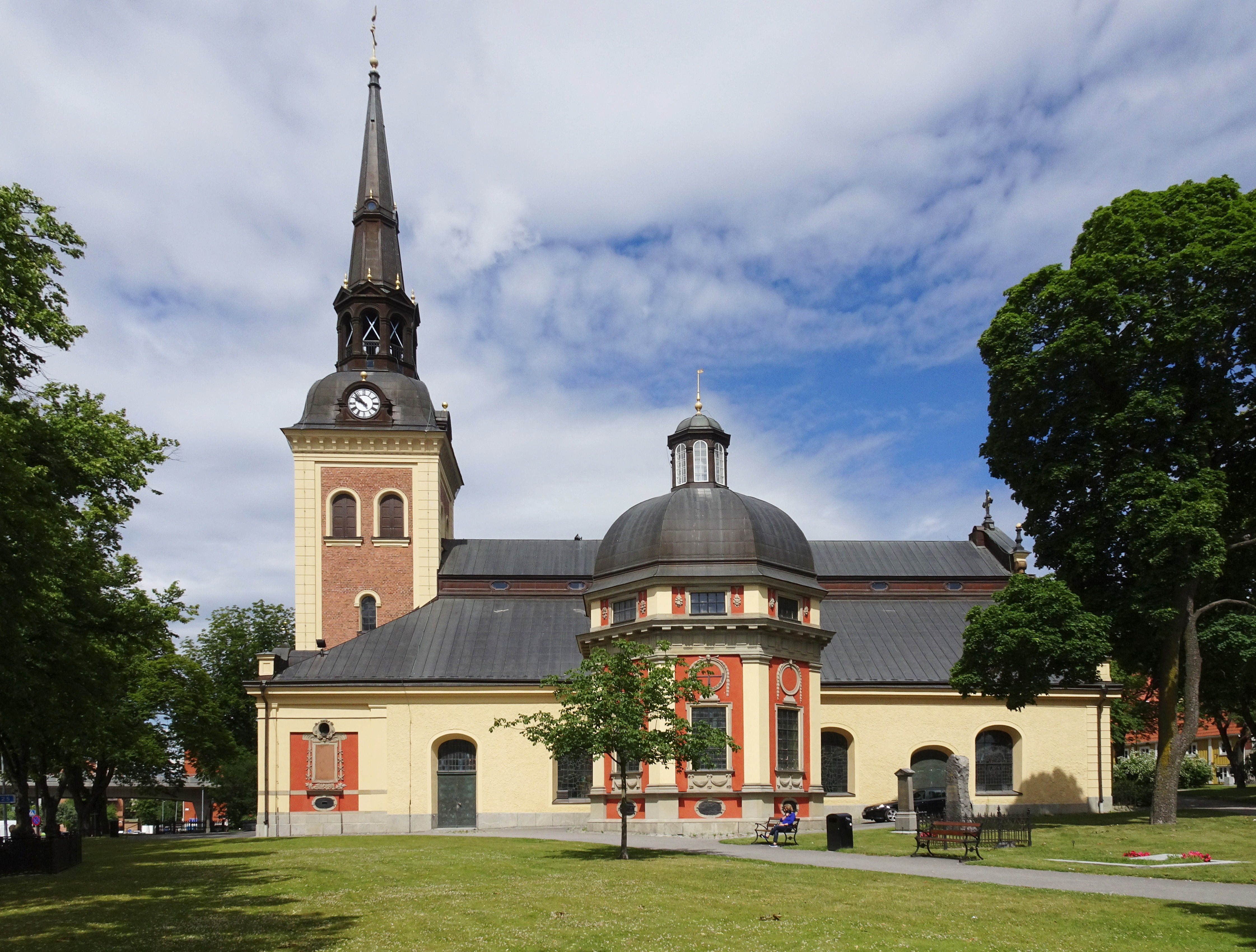
De äldsta delarna av Sankta Ragnhilds kyrka är från 1100-talet.
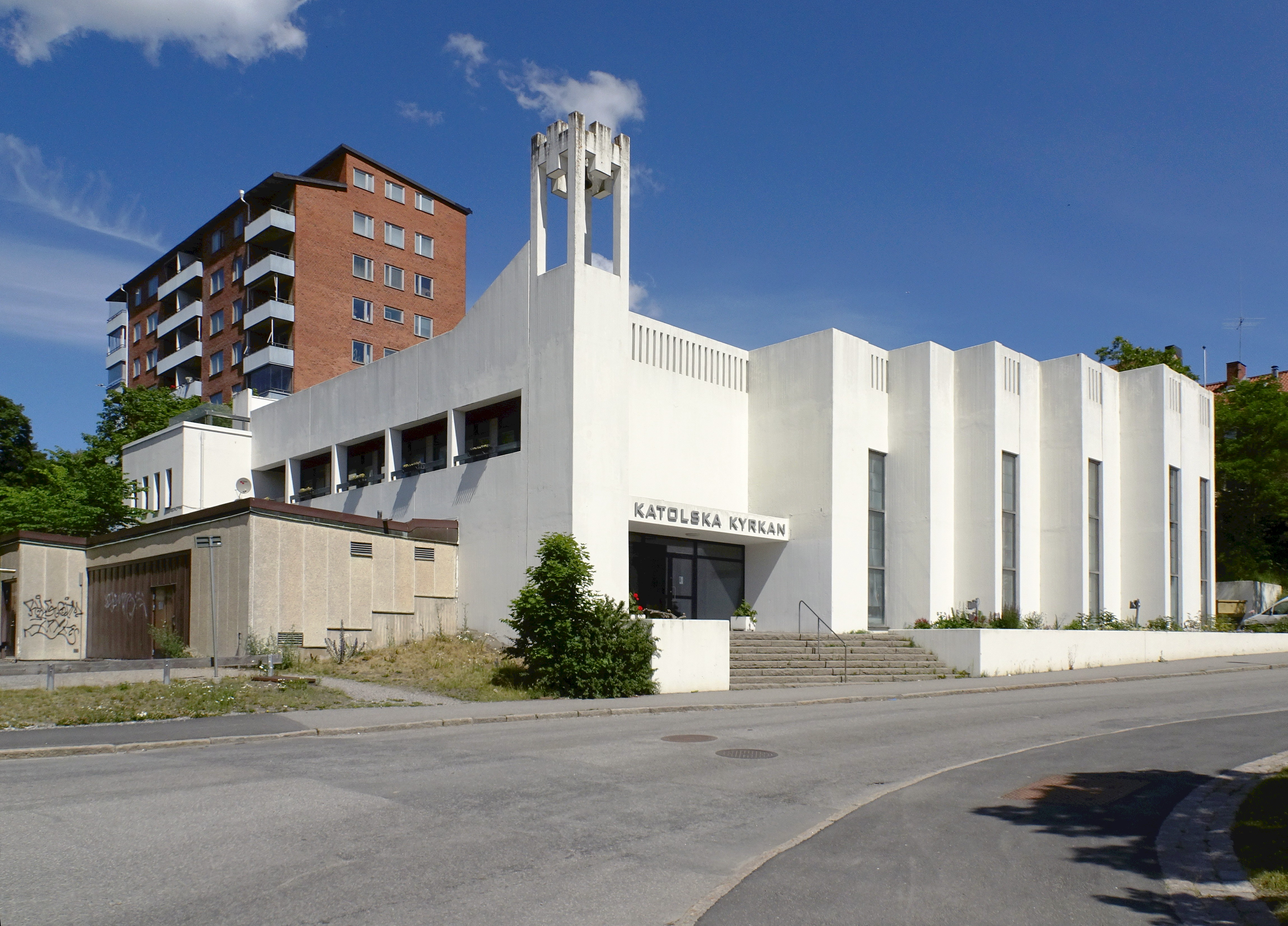
Sankt Ansgars katolska kyrka vid Zackarias Anthelius park.

### Sport
I Södertälje började sportutövande bli allt mer organiserat i och med industrialiseringen på slutet av 1800-talet, och omkring sekelskiftet 1900 bildades idrottsföreningar som därefter växt och blivit större.
Ishockeyn i staden har helt dominerats av Södertälje Sportklubb (SSK), som startade 1902. Klubben har haft framgångar inom ishockey där man blivit svenska mästare vid 7 tillfällen 1925-1985. Till kända spelare som tillhört laget hör bland annat Anders Eldebrink.
Basketklubben Södertälje BBK har representationslag på såväl dam- som herrsidan. Södertälje BBK dam har fram till 2024 vunnit SM vid 13 tillfällen. Herrlaget Södertälje Kings har vunnit SM-guld vid 12 tillfällen 1978-2019.
Inom fotboll hade SSK ett lag i division 2 under 1950- och 1960-talen. 2005 kvalificerade sig Assyriska FF för spel i högsta serien, och därefter Syrianska FC under tre säsonger 2011-2013.
Tennisspelaren Björn Borg är uppvuxen i Södertälje. Efter hans framgångar med bland annat fem raka Wimbledonsegrar, vinster i Franska öppna och Davis Cup ökade tennisintresset i staden från 1970-talet. En annan tennisspelare med bakgrund i Södertälje är Joachim "Pim-Pim" Johansson, som vann 3 ATP-titlar.

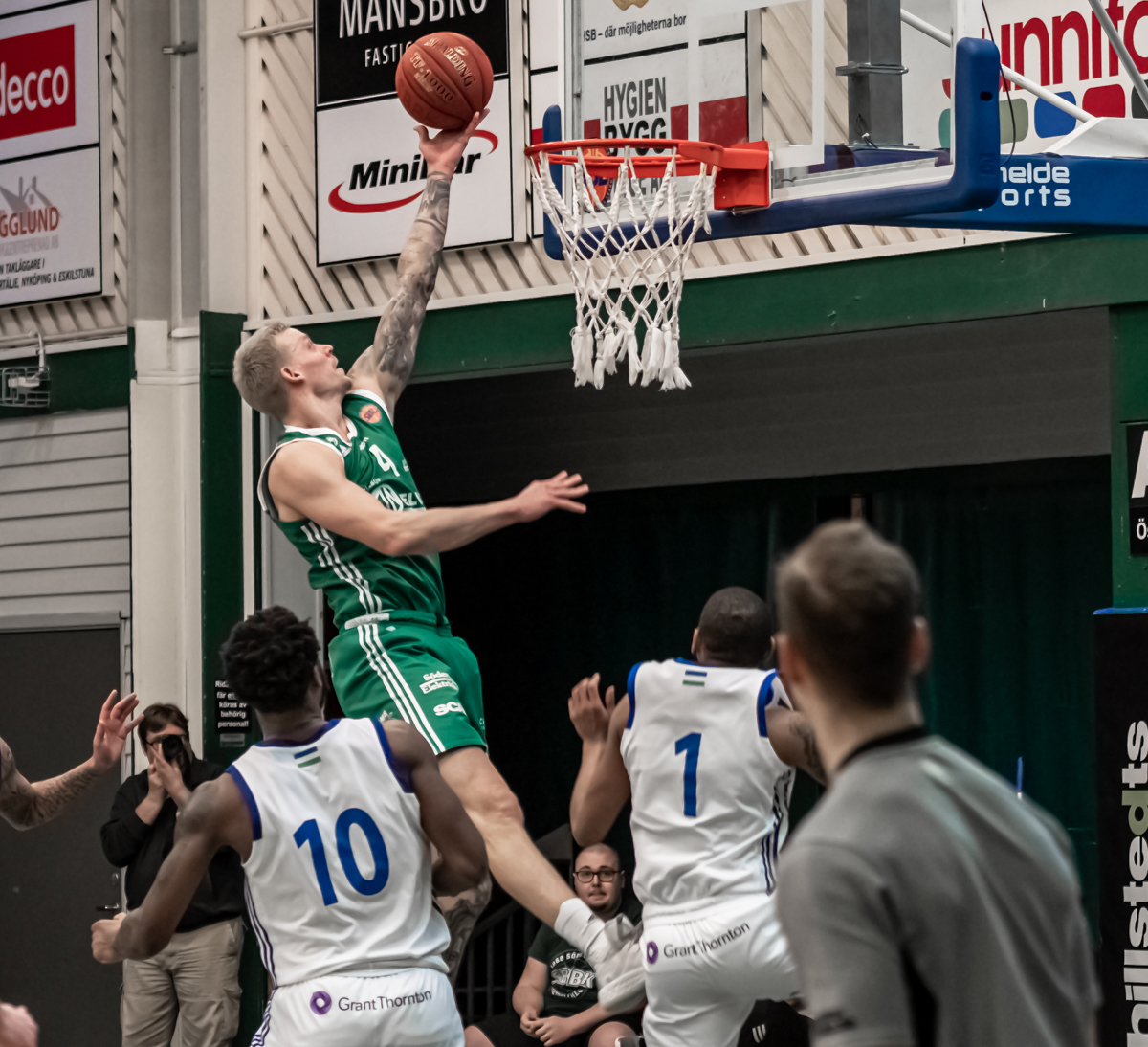
Södertälje Kings spelar mot Jämtland Basket 2021.
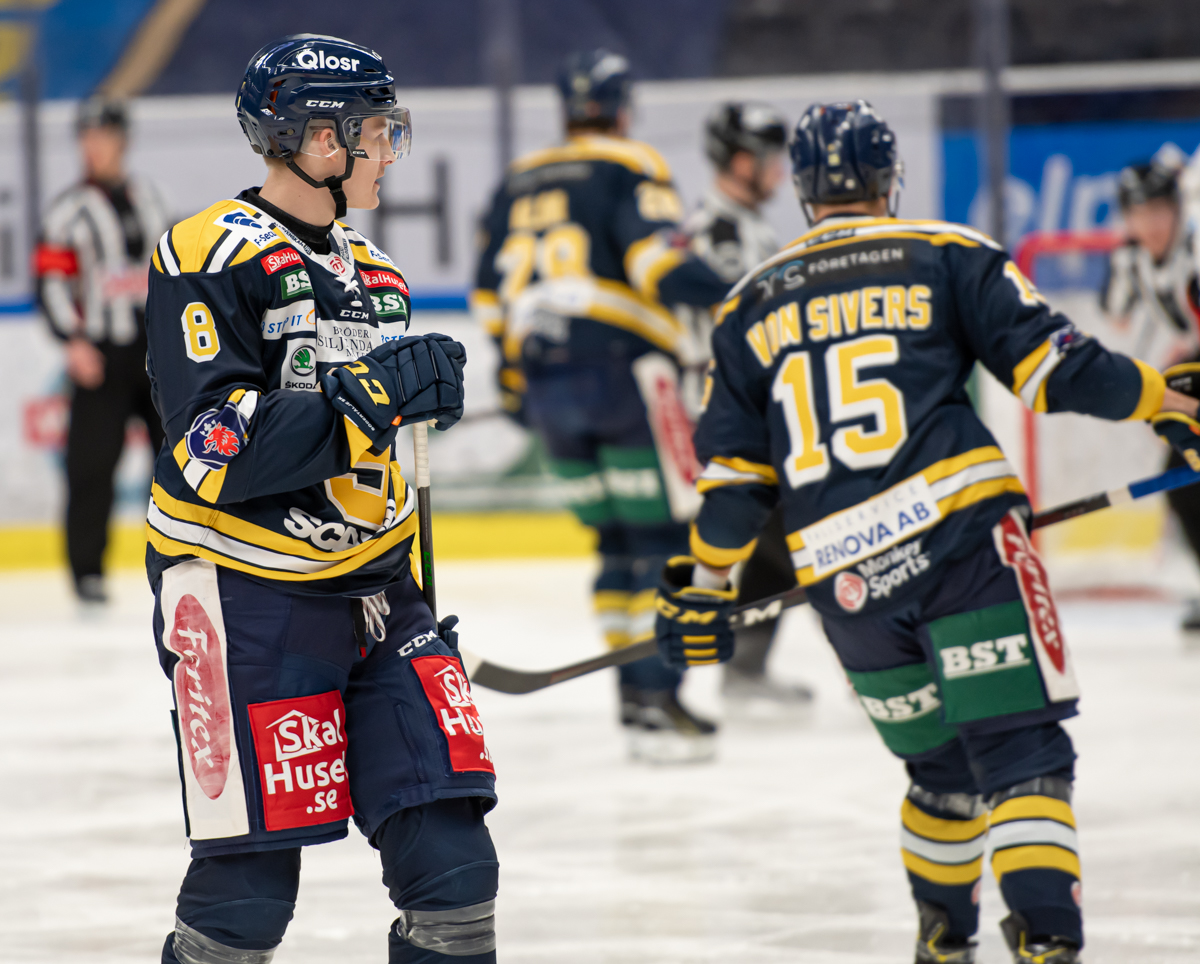
Södertälje SK spelar mot Almtuna IS 2021.
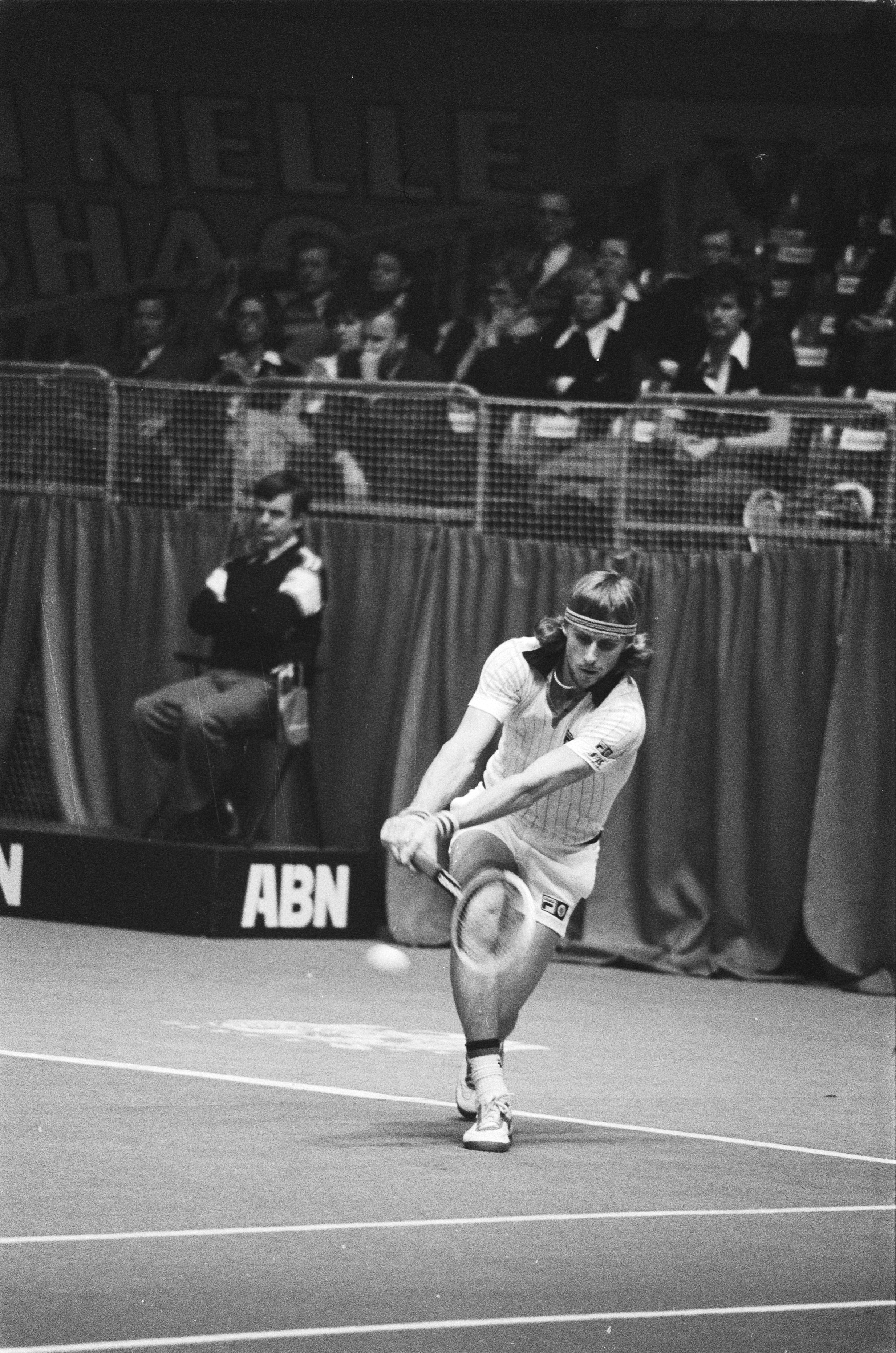
Tennisspelaren Björn Borg växte upp i Södertälje.
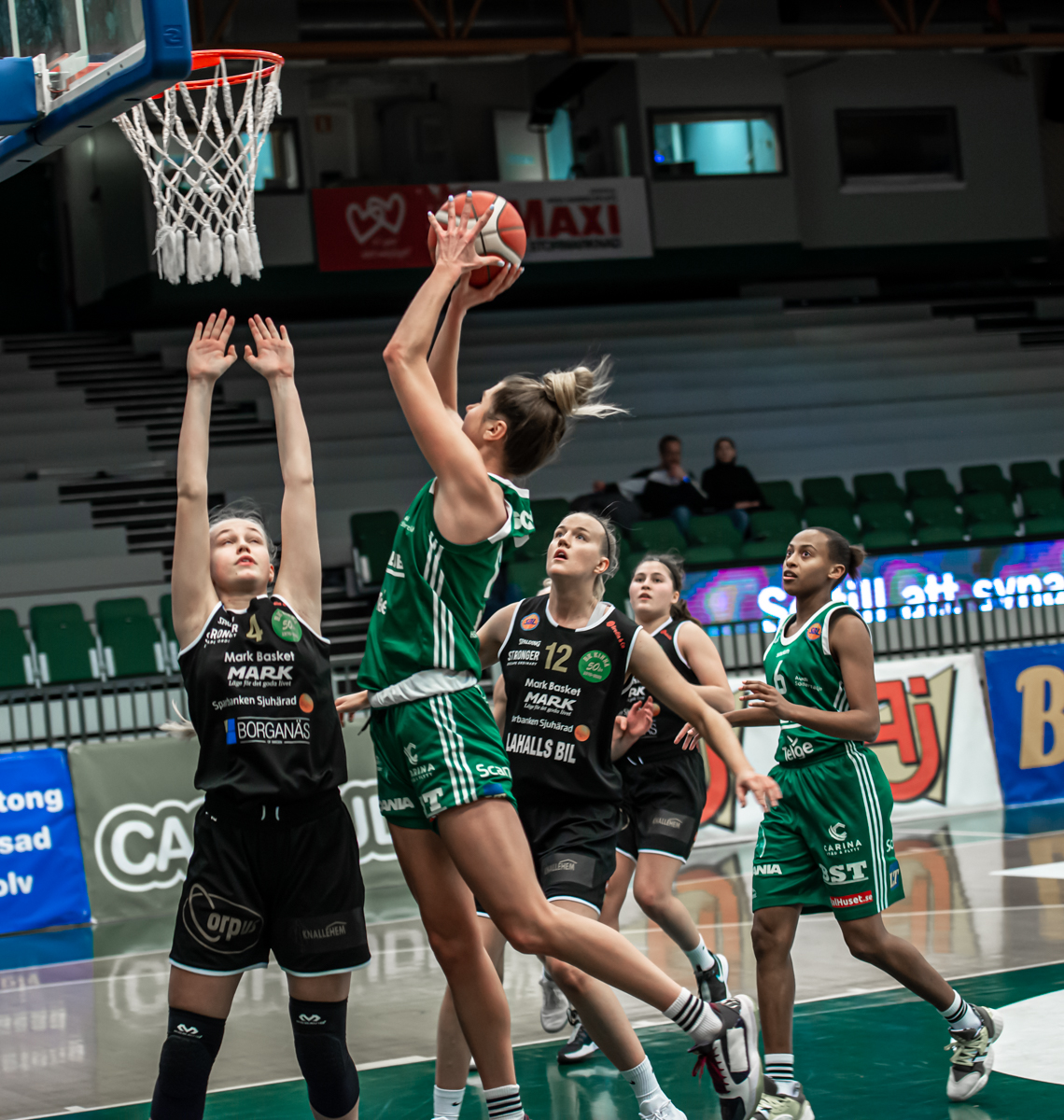
Södertälje BBK dam spelar mot Mark 2021.

#### Sportanläggningar och arenor
Scaniarinken är en inomhusarena och ishall invigd 1970. En renovering gjordes 2005, och har en publikkapacitet på 6 200 personer. Förutom ishockey hölls bland annat EM i basket 2003 i arenan.
Täljehallen är en inomhusarena för basketboll, inomhusidrott och evenamang invigd 1984. Den har en kapacitet på ca 2 400 personer.
Södertälje fotbollsarena invigdes 2005 och har en fast publikkapacitet på 5 785 personer.
Sydpoolen invigdes 1964 som Täljebadet och ersatte det tidigare badhuset från Södertelge Badinrättning. Under slutet av 1980-talet byggdes det ut med ytterligare bassänger och äventyrsbad och invigdes under sitt nuvarande namn 1989.

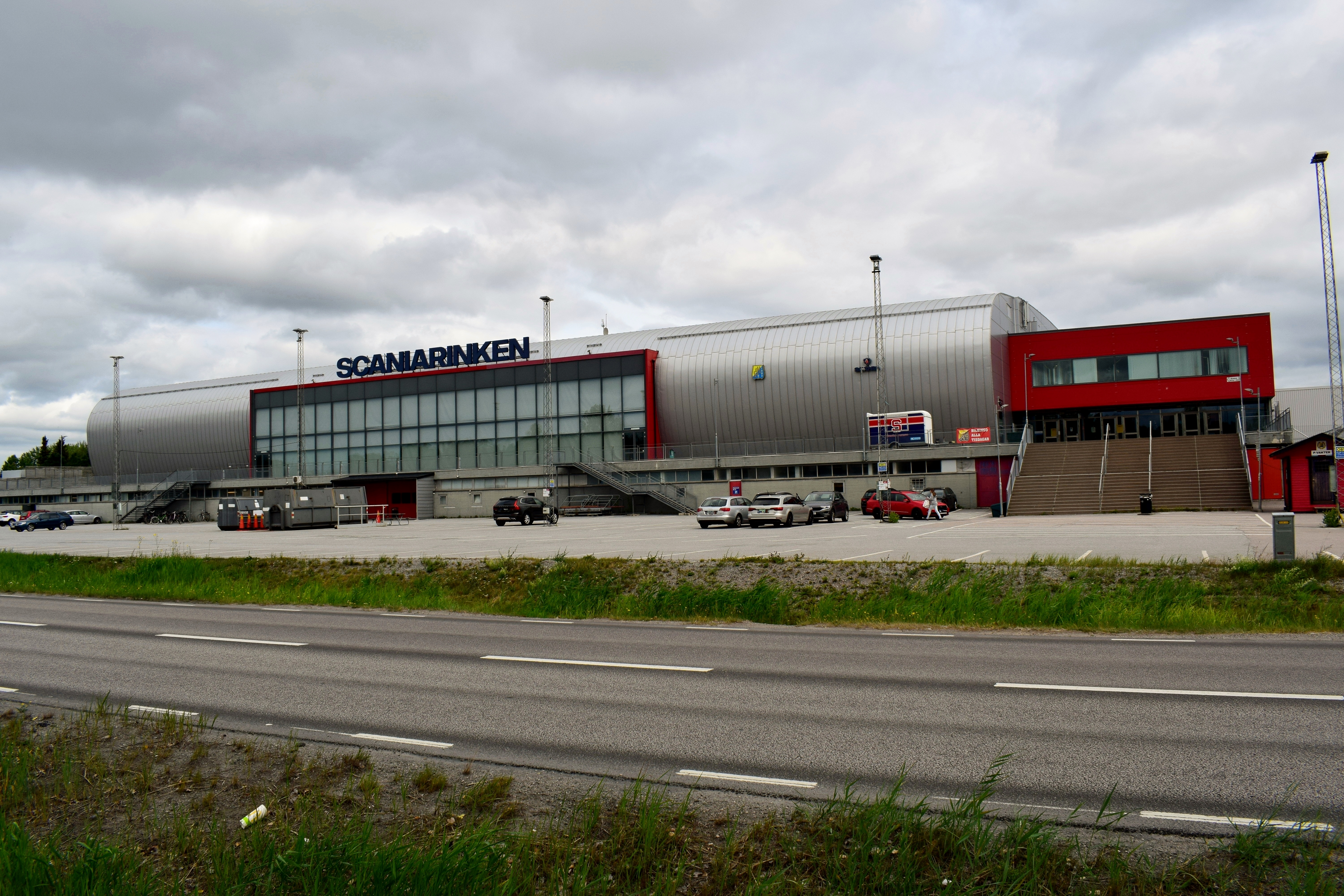
Scaniarinken är en arena för ishockey och evenemang.
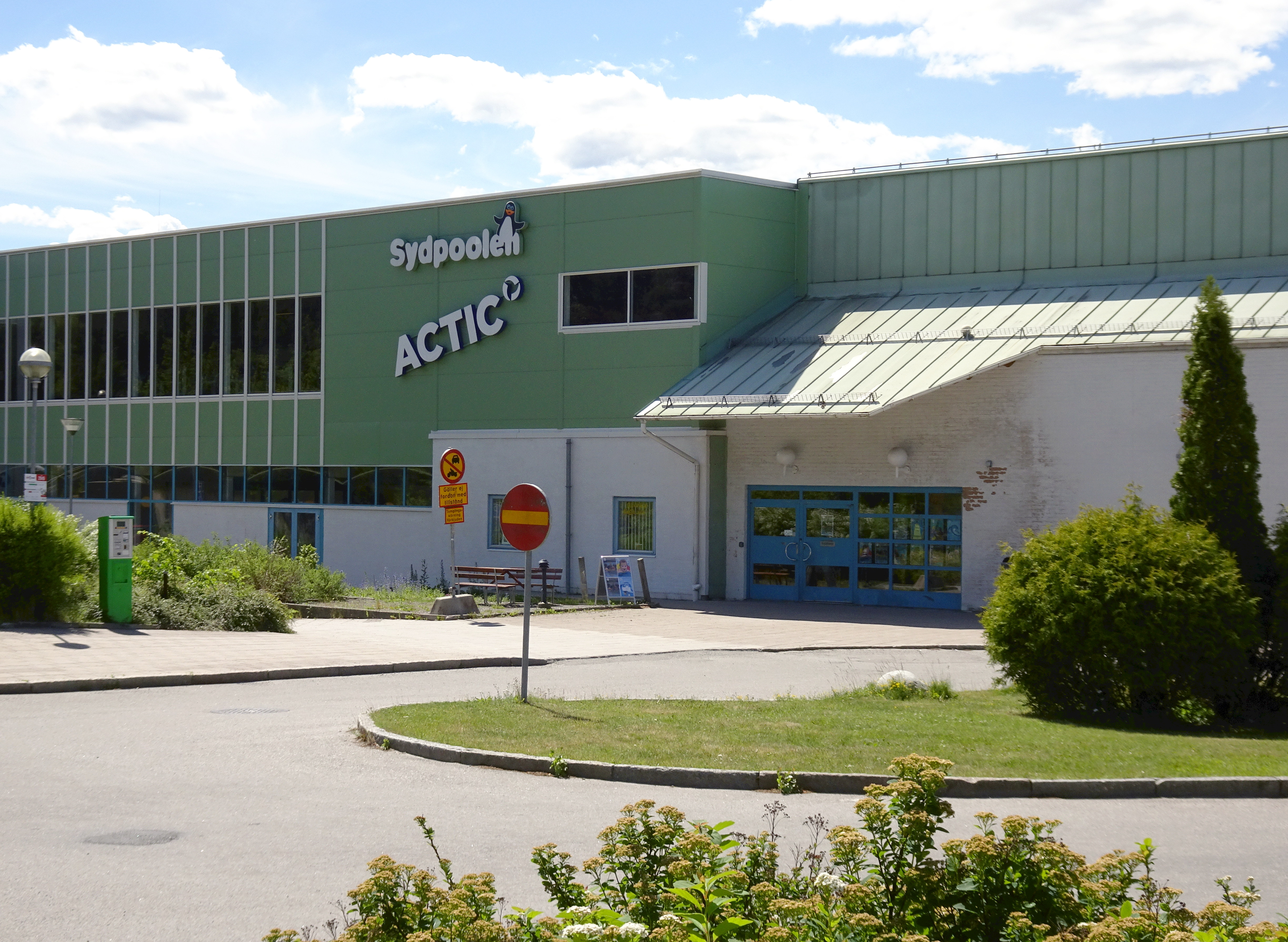
Sydpoolen med tävlingsbassänger och äventyrsbad.